# Allison Iraheta
Allison Iraheta (née le 27 avril 1992 à Los Angeles, Californie) est une chanteuse américaine arrivée en quatrième position de la huitième saison du télécrochet American Idol. Auparavant, elle a gagné une émission concurrente, Telemundo : Quinceañera: Mamá Quiero Ser Artista. Allison a une voix puissante et un caractère distinct de son image de ”rock star”. À la suite de l'émission, Iraheta a signé un contrat d'enregistrement avec 19 Entertainment et Jive Records.

## Biographie
Iraheta est née à Glendale, en Californie, de parents immigrés salvadoriens. Sa famille a déménagé aux États-Unis avant sa naissance. Elle est la benjamine de la famille, après deux frères et des sœurs plus âgés. Selon ses parents, elle chante depuis qu'elle est enfant. En 2001, elle commence à prendre des cours de chant avec Raphaël Enriquez à Los Angeles et à la Art School, une école d'arts non-communautaire et sans but lucratif, dans l'est de Los Angeles.

## Carrière

### Quinceañera: Mamá Quiero Ser Artista

#### Performances
| Semaine # | Semaine # | Semaine # | Semaine # | Semaine # | Semaine # | Semaine # | Semaine # | Semaine # | Semaine # | Semaine # | Semaine # | Semaine # | Semaine # | Semaine # | Semaine # | Semaine # | Semaine # | Semaine # | Semaine # | Semaine # | Semaine # | Semaine # | Semaine # | Semaine # | Semaine # | Semaine # | Semaine # | Semaine # | Semaine # | Semaine # | Semaine # | Semaine # | Semaine # | Semaine # | Semaine # | Semaine # | Semaine # | Semaine # | Semaine # | Semaine # | Semaine # | Semaine # | Semaine # | Semaine # | Semaine # | Semaine # | Semaine # | Semaine # | Semaine # | Semaine # | Semaine # | Semaine # | Semaine # | Semaine # | Semaine # | Semaine # | Semaine # | Semaine # | Semaine # | Semaine # | Semaine # | Semaine # | Semaine # | Semaine # | Semaine # | Semaine # | Semaine # | Semaine # | Semaine # | Semaine # | Semaine # | Semaine # | Semaine # | Semaine # | Semaine # | Semaine # | Semaine # | Semaine # | Semaine # | Semaine # | Semaine # | Semaine # | Semaine # | Semaine # | Semaine # | Semaine # | Semaine # | Semaine # | Semaine # | Semaine # | Semaine # | Semaine # | Semaine # | Semaine # | Semaine # | Semaine # | Semaine # | Semaine # | Semaine # | Titre                        | Titre                        | Titre                        | Titre                        | Titre                        | Titre                        | Titre                        | Titre                        | Titre                        | Titre                        | Titre                        | Titre                        | Titre                        | Titre                        | Titre                        | Titre                        | Titre                        | Titre                        | Titre                        | Titre                        | Titre                        | Titre                        | Titre                        | Titre                        | Titre                        | Titre                        | Titre                        | Titre                        | Titre                        | Titre                        | Titre                        | Titre                        | Titre                        | Titre                        | Titre                        | Titre                        | Titre                        | Titre                        | Titre                        | Titre                        | Titre                        | Titre                        | Titre                        | Titre                        | Titre                        | Titre                        | Titre                        | Titre                        | Titre                        | Titre                        | Titre                        | Titre                        | Titre                        | Titre                        | Titre                        | Titre                        | Titre                        | Titre                        | Titre                        | Titre                        | Titre                        | Titre                        | Titre                        | Titre                        | Titre                        | Titre                        | Titre                        | Titre                        | Titre                        | Titre                        | Titre                        | Titre                        | Titre                        | Titre                        | Titre                        | Titre                        | Titre                        | Titre                        | Titre                        | Titre                        | Titre                        | Titre                        | Titre                        | Titre                        | Titre                        | Titre                        | Titre                        | Titre                        | Titre                        | Titre                        | Titre                        | Titre                        | Titre                        | Titre                        | Titre                        | Titre                        | Titre                        | Titre                        | Titre                        | Titre                        | Artiste original | Artiste original | Artiste original | Artiste original | Artiste original | Artiste original | Artiste original | Artiste original | Artiste original | Artiste original | Artiste original | Artiste original | Artiste original | Artiste original | Artiste original | Artiste original | Artiste original | Artiste original | Artiste original | Artiste original | Artiste original | Artiste original | Artiste original | Artiste original | Artiste original | Artiste original | Artiste original | Artiste original | Artiste original | Artiste original | Artiste original | Artiste original | Artiste original | Artiste original | Artiste original | Artiste original | Artiste original | Artiste original | Artiste original | Artiste original | Artiste original | Artiste original | Artiste original | Artiste original | Artiste original | Artiste original | Artiste original | Artiste original | Artiste original | Artiste original | Artiste original | Artiste original | Artiste original | Artiste original | Artiste original | Artiste original | Artiste original | Artiste original | Artiste original | Artiste original | Artiste original | Artiste original | Artiste original | Artiste original | Artiste original | Artiste original | Artiste original | Artiste original | Artiste original | Artiste original | Artiste original | Artiste original | Artiste original | Artiste original | Artiste original | Artiste original | Artiste original | Artiste original | Artiste original | Artiste original | Artiste original | Artiste original | Artiste original | Artiste original | Artiste original | Artiste original | Artiste original | Artiste original | Artiste original | Artiste original | Artiste original | Artiste original | Artiste original | Artiste original | Artiste original | Artiste original | Artiste original | Artiste original | Artiste original | Artiste original | Résultat | Résultat | Résultat | Résultat | Résultat | Résultat | Résultat | Résultat | Résultat | Résultat | Résultat | Résultat | Résultat | Résultat | Résultat | Résultat | Résultat | Résultat | Résultat | Résultat | Résultat | Résultat | Résultat | Résultat | Résultat | Résultat | Résultat | Résultat | Résultat | Résultat | Résultat | Résultat | Résultat | Résultat | Résultat | Résultat | Résultat | Résultat | Résultat | Résultat | Résultat | Résultat | Résultat | Résultat | Résultat | Résultat | Résultat | Résultat | Résultat | Résultat | Résultat | Résultat | Résultat | Résultat | Résultat | Résultat | Résultat | Résultat | Résultat | Résultat | Résultat | Résultat | Résultat | Résultat | Résultat | Résultat | Résultat | Résultat | Résultat | Résultat | Résultat | Résultat | Résultat | Résultat | Résultat | Résultat | Résultat | Résultat | Résultat | Résultat | Résultat | Résultat | Résultat | Résultat | Résultat | Résultat | Résultat | Résultat | Résultat | Résultat | Résultat | Résultat | Résultat | Résultat | Résultat | Résultat | Résultat | Résultat | Résultat | Résultat |
|           |           |           |           |           |           |           |           |           |           |           |           |           |           |           |           |           |           |           |           |           |           |           |           |           |           |           |           |           |           |           |           |           |           |           |           |           |           |           |           |           |           |           |           |           |           |           |           |           |           |           |           |           |           |           |           |           |           |           |           |           |           |           |           |           |           |           |           |           |           |           |           |           |           |           |           |           |           |           |           |           |           |           |           |           |           |           |           |           |           |           |           |           |           |           |           |           |           |           |           | "Antología"                  | "Antología"                  | "Antología"                  | "Antología"                  | "Antología"                  | "Antología"                  | "Antología"                  | "Antología"                  | "Antología"                  | "Antología"                  | "Antología"                  | "Antología"                  | "Antología"                  | "Antología"                  | "Antología"                  | "Antología"                  | "Antología"                  | "Antología"                  | "Antología"                  | "Antología"                  | "Antología"                  | "Antología"                  | "Antología"                  | "Antología"                  | "Antología"                  | "Antología"                  | "Antología"                  | "Antología"                  | "Antología"                  | "Antología"                  | "Antología"                  | "Antología"                  | "Antología"                  | "Antología"                  | "Antología"                  | "Antología"                  | "Antología"                  | "Antología"                  | "Antología"                  | "Antología"                  | "Antología"                  | "Antología"                  | "Antología"                  | "Antología"                  | "Antología"                  | "Antología"                  | "Antología"                  | "Antología"                  | "Antología"                  | "Antología"                  | "Antología"                  | "Antología"                  | "Antología"                  | "Antología"                  | "Antología"                  | "Antología"                  | "Antología"                  | "Antología"                  | "Antología"                  | "Antología"                  | "Antología"                  | "Antología"                  | "Antología"                  | "Antología"                  | "Antología"                  | "Antología"                  | "Antología"                  | "Antología"                  | "Antología"                  | "Antología"                  | "Antología"                  | "Antología"                  | "Antología"                  | "Antología"                  | "Antología"                  | "Antología"                  | "Antología"                  | "Antología"                  | "Antología"                  | "Antología"                  | "Antología"                  | "Antología"                  | "Antología"                  | "Antología"                  | "Antología"                  | "Antología"                  | "Antología"                  | "Antología"                  | "Antología"                  | "Antología"                  | "Antología"                  | "Antología"                  | "Antología"                  | "Antología"                  | "Antología"                  | "Antología"                  | "Antología"                  | "Antología"                  | "Antología"                  | "Antología"                  | Shakira          | Shakira          | Shakira          | Shakira          | Shakira          | Shakira          | Shakira          | Shakira          | Shakira          | Shakira          | Shakira          | Shakira          | Shakira          | Shakira          | Shakira          | Shakira          | Shakira          | Shakira          | Shakira          | Shakira          | Shakira          | Shakira          | Shakira          | Shakira          | Shakira          | Shakira          | Shakira          | Shakira          | Shakira          | Shakira          | Shakira          | Shakira          | Shakira          | Shakira          | Shakira          | Shakira          | Shakira          | Shakira          | Shakira          | Shakira          | Shakira          | Shakira          | Shakira          | Shakira          | Shakira          | Shakira          | Shakira          | Shakira          | Shakira          | Shakira          | Shakira          | Shakira          | Shakira          | Shakira          | Shakira          | Shakira          | Shakira          | Shakira          | Shakira          | Shakira          | Shakira          | Shakira          | Shakira          | Shakira          | Shakira          | Shakira          | Shakira          | Shakira          | Shakira          | Shakira          | Shakira          | Shakira          | Shakira          | Shakira          | Shakira          | Shakira          | Shakira          | Shakira          | Shakira          | Shakira          | Shakira          | Shakira          | Shakira          | Shakira          | Shakira          | Shakira          | Shakira          | Shakira          | Shakira          | Shakira          | Shakira          | Shakira          | Shakira          | Shakira          | Shakira          | Shakira          | Shakira          | Shakira          | Shakira          | Shakira          | passe    | passe    | passe    | passe    | passe    | passe    | passe    | passe    | passe    | passe    | passe    | passe    | passe    | passe    | passe    | passe    | passe    | passe    | passe    | passe    | passe    | passe    | passe    | passe    | passe    | passe    | passe    | passe    | passe    | passe    | passe    | passe    | passe    | passe    | passe    | passe    | passe    | passe    | passe    | passe    | passe    | passe    | passe    | passe    | passe    | passe    | passe    | passe    | passe    | passe    | passe    | passe    | passe    | passe    | passe    | passe    | passe    | passe    | passe    | passe    | passe    | passe    | passe    | passe    | passe    | passe    | passe    | passe    | passe    | passe    | passe    | passe    | passe    | passe    | passe    | passe    | passe    | passe    | passe    | passe    | passe    | passe    | passe    | passe    | passe    | passe    | passe    | passe    | passe    | passe    | passe    | passe    | passe    | passe    | passe    | passe    | passe    | passe    | passe    | passe    |
|           |           |           |           |           |           |           |           |           |           |           |           |           |           |           |           |           |           |           |           |           |           |           |           |           |           |           |           |           |           |           |           |           |           |           |           |           |           |           |           |           |           |           |           |           |           |           |           |           |           |           |           |           |           |           |           |           |           |           |           |           |           |           |           |           |           |           |           |           |           |           |           |           |           |           |           |           |           |           |           |           |           |           |           |           |           |           |           |           |           |           |           |           |           |           |           |           |           |           |           | "La Muerte Del Palomo"       | "La Muerte Del Palomo"       | "La Muerte Del Palomo"       | "La Muerte Del Palomo"       | "La Muerte Del Palomo"       | "La Muerte Del Palomo"       | "La Muerte Del Palomo"       | "La Muerte Del Palomo"       | "La Muerte Del Palomo"       | "La Muerte Del Palomo"       | "La Muerte Del Palomo"       | "La Muerte Del Palomo"       | "La Muerte Del Palomo"       | "La Muerte Del Palomo"       | "La Muerte Del Palomo"       | "La Muerte Del Palomo"       | "La Muerte Del Palomo"       | "La Muerte Del Palomo"       | "La Muerte Del Palomo"       | "La Muerte Del Palomo"       | "La Muerte Del Palomo"       | "La Muerte Del Palomo"       | "La Muerte Del Palomo"       | "La Muerte Del Palomo"       | "La Muerte Del Palomo"       | "La Muerte Del Palomo"       | "La Muerte Del Palomo"       | "La Muerte Del Palomo"       | "La Muerte Del Palomo"       | "La Muerte Del Palomo"       | "La Muerte Del Palomo"       | "La Muerte Del Palomo"       | "La Muerte Del Palomo"       | "La Muerte Del Palomo"       | "La Muerte Del Palomo"       | "La Muerte Del Palomo"       | "La Muerte Del Palomo"       | "La Muerte Del Palomo"       | "La Muerte Del Palomo"       | "La Muerte Del Palomo"       | "La Muerte Del Palomo"       | "La Muerte Del Palomo"       | "La Muerte Del Palomo"       | "La Muerte Del Palomo"       | "La Muerte Del Palomo"       | "La Muerte Del Palomo"       | "La Muerte Del Palomo"       | "La Muerte Del Palomo"       | "La Muerte Del Palomo"       | "La Muerte Del Palomo"       | "La Muerte Del Palomo"       | "La Muerte Del Palomo"       | "La Muerte Del Palomo"       | "La Muerte Del Palomo"       | "La Muerte Del Palomo"       | "La Muerte Del Palomo"       | "La Muerte Del Palomo"       | "La Muerte Del Palomo"       | "La Muerte Del Palomo"       | "La Muerte Del Palomo"       | "La Muerte Del Palomo"       | "La Muerte Del Palomo"       | "La Muerte Del Palomo"       | "La Muerte Del Palomo"       | "La Muerte Del Palomo"       | "La Muerte Del Palomo"       | "La Muerte Del Palomo"       | "La Muerte Del Palomo"       | "La Muerte Del Palomo"       | "La Muerte Del Palomo"       | "La Muerte Del Palomo"       | "La Muerte Del Palomo"       | "La Muerte Del Palomo"       | "La Muerte Del Palomo"       | "La Muerte Del Palomo"       | "La Muerte Del Palomo"       | "La Muerte Del Palomo"       | "La Muerte Del Palomo"       | "La Muerte Del Palomo"       | "La Muerte Del Palomo"       | "La Muerte Del Palomo"       | "La Muerte Del Palomo"       | "La Muerte Del Palomo"       | "La Muerte Del Palomo"       | "La Muerte Del Palomo"       | "La Muerte Del Palomo"       | "La Muerte Del Palomo"       | "La Muerte Del Palomo"       | "La Muerte Del Palomo"       | "La Muerte Del Palomo"       | "La Muerte Del Palomo"       | "La Muerte Del Palomo"       | "La Muerte Del Palomo"       | "La Muerte Del Palomo"       | "La Muerte Del Palomo"       | "La Muerte Del Palomo"       | "La Muerte Del Palomo"       | "La Muerte Del Palomo"       | "La Muerte Del Palomo"       | "La Muerte Del Palomo"       | Yuridia          | Yuridia          | Yuridia          | Yuridia          | Yuridia          | Yuridia          | Yuridia          | Yuridia          | Yuridia          | Yuridia          | Yuridia          | Yuridia          | Yuridia          | Yuridia          | Yuridia          | Yuridia          | Yuridia          | Yuridia          | Yuridia          | Yuridia          | Yuridia          | Yuridia          | Yuridia          | Yuridia          | Yuridia          | Yuridia          | Yuridia          | Yuridia          | Yuridia          | Yuridia          | Yuridia          | Yuridia          | Yuridia          | Yuridia          | Yuridia          | Yuridia          | Yuridia          | Yuridia          | Yuridia          | Yuridia          | Yuridia          | Yuridia          | Yuridia          | Yuridia          | Yuridia          | Yuridia          | Yuridia          | Yuridia          | Yuridia          | Yuridia          | Yuridia          | Yuridia          | Yuridia          | Yuridia          | Yuridia          | Yuridia          | Yuridia          | Yuridia          | Yuridia          | Yuridia          | Yuridia          | Yuridia          | Yuridia          | Yuridia          | Yuridia          | Yuridia          | Yuridia          | Yuridia          | Yuridia          | Yuridia          | Yuridia          | Yuridia          | Yuridia          | Yuridia          | Yuridia          | Yuridia          | Yuridia          | Yuridia          | Yuridia          | Yuridia          | Yuridia          | Yuridia          | Yuridia          | Yuridia          | Yuridia          | Yuridia          | Yuridia          | Yuridia          | Yuridia          | Yuridia          | Yuridia          | Yuridia          | Yuridia          | Yuridia          | Yuridia          | Yuridia          | Yuridia          | Yuridia          | Yuridia          | Yuridia          | passe    | passe    | passe    | passe    | passe    | passe    | passe    | passe    | passe    | passe    | passe    | passe    | passe    | passe    | passe    | passe    | passe    | passe    | passe    | passe    | passe    | passe    | passe    | passe    | passe    | passe    | passe    | passe    | passe    | passe    | passe    | passe    | passe    | passe    | passe    | passe    | passe    | passe    | passe    | passe    | passe    | passe    | passe    | passe    | passe    | passe    | passe    | passe    | passe    | passe    | passe    | passe    | passe    | passe    | passe    | passe    | passe    | passe    | passe    | passe    | passe    | passe    | passe    | passe    | passe    | passe    | passe    | passe    | passe    | passe    | passe    | passe    | passe    | passe    | passe    | passe    | passe    | passe    | passe    | passe    | passe    | passe    | passe    | passe    | passe    | passe    | passe    | passe    | passe    | passe    | passe    | passe    | passe    | passe    | passe    | passe    | passe    | passe    | passe    | passe    |
|           |           |           |           |           |           |           |           |           |           |           |           |           |           |           |           |           |           |           |           |           |           |           |           |           |           |           |           |           |           |           |           |           |           |           |           |           |           |           |           |           |           |           |           |           |           |           |           |           |           |           |           |           |           |           |           |           |           |           |           |           |           |           |           |           |           |           |           |           |           |           |           |           |           |           |           |           |           |           |           |           |           |           |           |           |           |           |           |           |           |           |           |           |           |           |           |           |           |           |           | "Crazy in Love"              | "Crazy in Love"              | "Crazy in Love"              | "Crazy in Love"              | "Crazy in Love"              | "Crazy in Love"              | "Crazy in Love"              | "Crazy in Love"              | "Crazy in Love"              | "Crazy in Love"              | "Crazy in Love"              | "Crazy in Love"              | "Crazy in Love"              | "Crazy in Love"              | "Crazy in Love"              | "Crazy in Love"              | "Crazy in Love"              | "Crazy in Love"              | "Crazy in Love"              | "Crazy in Love"              | "Crazy in Love"              | "Crazy in Love"              | "Crazy in Love"              | "Crazy in Love"              | "Crazy in Love"              | "Crazy in Love"              | "Crazy in Love"              | "Crazy in Love"              | "Crazy in Love"              | "Crazy in Love"              | "Crazy in Love"              | "Crazy in Love"              | "Crazy in Love"              | "Crazy in Love"              | "Crazy in Love"              | "Crazy in Love"              | "Crazy in Love"              | "Crazy in Love"              | "Crazy in Love"              | "Crazy in Love"              | "Crazy in Love"              | "Crazy in Love"              | "Crazy in Love"              | "Crazy in Love"              | "Crazy in Love"              | "Crazy in Love"              | "Crazy in Love"              | "Crazy in Love"              | "Crazy in Love"              | "Crazy in Love"              | "Crazy in Love"              | "Crazy in Love"              | "Crazy in Love"              | "Crazy in Love"              | "Crazy in Love"              | "Crazy in Love"              | "Crazy in Love"              | "Crazy in Love"              | "Crazy in Love"              | "Crazy in Love"              | "Crazy in Love"              | "Crazy in Love"              | "Crazy in Love"              | "Crazy in Love"              | "Crazy in Love"              | "Crazy in Love"              | "Crazy in Love"              | "Crazy in Love"              | "Crazy in Love"              | "Crazy in Love"              | "Crazy in Love"              | "Crazy in Love"              | "Crazy in Love"              | "Crazy in Love"              | "Crazy in Love"              | "Crazy in Love"              | "Crazy in Love"              | "Crazy in Love"              | "Crazy in Love"              | "Crazy in Love"              | "Crazy in Love"              | "Crazy in Love"              | "Crazy in Love"              | "Crazy in Love"              | "Crazy in Love"              | "Crazy in Love"              | "Crazy in Love"              | "Crazy in Love"              | "Crazy in Love"              | "Crazy in Love"              | "Crazy in Love"              | "Crazy in Love"              | "Crazy in Love"              | "Crazy in Love"              | "Crazy in Love"              | "Crazy in Love"              | "Crazy in Love"              | "Crazy in Love"              | "Crazy in Love"              | "Crazy in Love"              | Beyoncé          | Beyoncé          | Beyoncé          | Beyoncé          | Beyoncé          | Beyoncé          | Beyoncé          | Beyoncé          | Beyoncé          | Beyoncé          | Beyoncé          | Beyoncé          | Beyoncé          | Beyoncé          | Beyoncé          | Beyoncé          | Beyoncé          | Beyoncé          | Beyoncé          | Beyoncé          | Beyoncé          | Beyoncé          | Beyoncé          | Beyoncé          | Beyoncé          | Beyoncé          | Beyoncé          | Beyoncé          | Beyoncé          | Beyoncé          | Beyoncé          | Beyoncé          | Beyoncé          | Beyoncé          | Beyoncé          | Beyoncé          | Beyoncé          | Beyoncé          | Beyoncé          | Beyoncé          | Beyoncé          | Beyoncé          | Beyoncé          | Beyoncé          | Beyoncé          | Beyoncé          | Beyoncé          | Beyoncé          | Beyoncé          | Beyoncé          | Beyoncé          | Beyoncé          | Beyoncé          | Beyoncé          | Beyoncé          | Beyoncé          | Beyoncé          | Beyoncé          | Beyoncé          | Beyoncé          | Beyoncé          | Beyoncé          | Beyoncé          | Beyoncé          | Beyoncé          | Beyoncé          | Beyoncé          | Beyoncé          | Beyoncé          | Beyoncé          | Beyoncé          | Beyoncé          | Beyoncé          | Beyoncé          | Beyoncé          | Beyoncé          | Beyoncé          | Beyoncé          | Beyoncé          | Beyoncé          | Beyoncé          | Beyoncé          | Beyoncé          | Beyoncé          | Beyoncé          | Beyoncé          | Beyoncé          | Beyoncé          | Beyoncé          | Beyoncé          | Beyoncé          | Beyoncé          | Beyoncé          | Beyoncé          | Beyoncé          | Beyoncé          | Beyoncé          | Beyoncé          | Beyoncé          | Beyoncé          | passe    | passe    | passe    | passe    | passe    | passe    | passe    | passe    | passe    | passe    | passe    | passe    | passe    | passe    | passe    | passe    | passe    | passe    | passe    | passe    | passe    | passe    | passe    | passe    | passe    | passe    | passe    | passe    | passe    | passe    | passe    | passe    | passe    | passe    | passe    | passe    | passe    | passe    | passe    | passe    | passe    | passe    | passe    | passe    | passe    | passe    | passe    | passe    | passe    | passe    | passe    | passe    | passe    | passe    | passe    | passe    | passe    | passe    | passe    | passe    | passe    | passe    | passe    | passe    | passe    | passe    | passe    | passe    | passe    | passe    | passe    | passe    | passe    | passe    | passe    | passe    | passe    | passe    | passe    | passe    | passe    | passe    | passe    | passe    | passe    | passe    | passe    | passe    | passe    | passe    | passe    | passe    | passe    | passe    | passe    | passe    | passe    | passe    | passe    | passe    |
|           |           |           |           |           |           |           |           |           |           |           |           |           |           |           |           |           |           |           |           |           |           |           |           |           |           |           |           |           |           |           |           |           |           |           |           |           |           |           |           |           |           |           |           |           |           |           |           |           |           |           |           |           |           |           |           |           |           |           |           |           |           |           |           |           |           |           |           |           |           |           |           |           |           |           |           |           |           |           |           |           |           |           |           |           |           |           |           |           |           |           |           |           |           |           |           |           |           |           |           | "Kiss and Say Goodbye"       | "Kiss and Say Goodbye"       | "Kiss and Say Goodbye"       | "Kiss and Say Goodbye"       | "Kiss and Say Goodbye"       | "Kiss and Say Goodbye"       | "Kiss and Say Goodbye"       | "Kiss and Say Goodbye"       | "Kiss and Say Goodbye"       | "Kiss and Say Goodbye"       | "Kiss and Say Goodbye"       | "Kiss and Say Goodbye"       | "Kiss and Say Goodbye"       | "Kiss and Say Goodbye"       | "Kiss and Say Goodbye"       | "Kiss and Say Goodbye"       | "Kiss and Say Goodbye"       | "Kiss and Say Goodbye"       | "Kiss and Say Goodbye"       | "Kiss and Say Goodbye"       | "Kiss and Say Goodbye"       | "Kiss and Say Goodbye"       | "Kiss and Say Goodbye"       | "Kiss and Say Goodbye"       | "Kiss and Say Goodbye"       | "Kiss and Say Goodbye"       | "Kiss and Say Goodbye"       | "Kiss and Say Goodbye"       | "Kiss and Say Goodbye"       | "Kiss and Say Goodbye"       | "Kiss and Say Goodbye"       | "Kiss and Say Goodbye"       | "Kiss and Say Goodbye"       | "Kiss and Say Goodbye"       | "Kiss and Say Goodbye"       | "Kiss and Say Goodbye"       | "Kiss and Say Goodbye"       | "Kiss and Say Goodbye"       | "Kiss and Say Goodbye"       | "Kiss and Say Goodbye"       | "Kiss and Say Goodbye"       | "Kiss and Say Goodbye"       | "Kiss and Say Goodbye"       | "Kiss and Say Goodbye"       | "Kiss and Say Goodbye"       | "Kiss and Say Goodbye"       | "Kiss and Say Goodbye"       | "Kiss and Say Goodbye"       | "Kiss and Say Goodbye"       | "Kiss and Say Goodbye"       | "Kiss and Say Goodbye"       | "Kiss and Say Goodbye"       | "Kiss and Say Goodbye"       | "Kiss and Say Goodbye"       | "Kiss and Say Goodbye"       | "Kiss and Say Goodbye"       | "Kiss and Say Goodbye"       | "Kiss and Say Goodbye"       | "Kiss and Say Goodbye"       | "Kiss and Say Goodbye"       | "Kiss and Say Goodbye"       | "Kiss and Say Goodbye"       | "Kiss and Say Goodbye"       | "Kiss and Say Goodbye"       | "Kiss and Say Goodbye"       | "Kiss and Say Goodbye"       | "Kiss and Say Goodbye"       | "Kiss and Say Goodbye"       | "Kiss and Say Goodbye"       | "Kiss and Say Goodbye"       | "Kiss and Say Goodbye"       | "Kiss and Say Goodbye"       | "Kiss and Say Goodbye"       | "Kiss and Say Goodbye"       | "Kiss and Say Goodbye"       | "Kiss and Say Goodbye"       | "Kiss and Say Goodbye"       | "Kiss and Say Goodbye"       | "Kiss and Say Goodbye"       | "Kiss and Say Goodbye"       | "Kiss and Say Goodbye"       | "Kiss and Say Goodbye"       | "Kiss and Say Goodbye"       | "Kiss and Say Goodbye"       | "Kiss and Say Goodbye"       | "Kiss and Say Goodbye"       | "Kiss and Say Goodbye"       | "Kiss and Say Goodbye"       | "Kiss and Say Goodbye"       | "Kiss and Say Goodbye"       | "Kiss and Say Goodbye"       | "Kiss and Say Goodbye"       | "Kiss and Say Goodbye"       | "Kiss and Say Goodbye"       | "Kiss and Say Goodbye"       | "Kiss and Say Goodbye"       | "Kiss and Say Goodbye"       | "Kiss and Say Goodbye"       | "Kiss and Say Goodbye"       | "Kiss and Say Goodbye"       | The Manhattans   | The Manhattans   | The Manhattans   | The Manhattans   | The Manhattans   | The Manhattans   | The Manhattans   | The Manhattans   | The Manhattans   | The Manhattans   | The Manhattans   | The Manhattans   | The Manhattans   | The Manhattans   | The Manhattans   | The Manhattans   | The Manhattans   | The Manhattans   | The Manhattans   | The Manhattans   | The Manhattans   | The Manhattans   | The Manhattans   | The Manhattans   | The Manhattans   | The Manhattans   | The Manhattans   | The Manhattans   | The Manhattans   | The Manhattans   | The Manhattans   | The Manhattans   | The Manhattans   | The Manhattans   | The Manhattans   | The Manhattans   | The Manhattans   | The Manhattans   | The Manhattans   | The Manhattans   | The Manhattans   | The Manhattans   | The Manhattans   | The Manhattans   | The Manhattans   | The Manhattans   | The Manhattans   | The Manhattans   | The Manhattans   | The Manhattans   | The Manhattans   | The Manhattans   | The Manhattans   | The Manhattans   | The Manhattans   | The Manhattans   | The Manhattans   | The Manhattans   | The Manhattans   | The Manhattans   | The Manhattans   | The Manhattans   | The Manhattans   | The Manhattans   | The Manhattans   | The Manhattans   | The Manhattans   | The Manhattans   | The Manhattans   | The Manhattans   | The Manhattans   | The Manhattans   | The Manhattans   | The Manhattans   | The Manhattans   | The Manhattans   | The Manhattans   | The Manhattans   | The Manhattans   | The Manhattans   | The Manhattans   | The Manhattans   | The Manhattans   | The Manhattans   | The Manhattans   | The Manhattans   | The Manhattans   | The Manhattans   | The Manhattans   | The Manhattans   | The Manhattans   | The Manhattans   | The Manhattans   | The Manhattans   | The Manhattans   | The Manhattans   | The Manhattans   | The Manhattans   | The Manhattans   | The Manhattans   | passe    | passe    | passe    | passe    | passe    | passe    | passe    | passe    | passe    | passe    | passe    | passe    | passe    | passe    | passe    | passe    | passe    | passe    | passe    | passe    | passe    | passe    | passe    | passe    | passe    | passe    | passe    | passe    | passe    | passe    | passe    | passe    | passe    | passe    | passe    | passe    | passe    | passe    | passe    | passe    | passe    | passe    | passe    | passe    | passe    | passe    | passe    | passe    | passe    | passe    | passe    | passe    | passe    | passe    | passe    | passe    | passe    | passe    | passe    | passe    | passe    | passe    | passe    | passe    | passe    | passe    | passe    | passe    | passe    | passe    | passe    | passe    | passe    | passe    | passe    | passe    | passe    | passe    | passe    | passe    | passe    | passe    | passe    | passe    | passe    | passe    | passe    | passe    | passe    | passe    | passe    | passe    | passe    | passe    | passe    | passe    | passe    | passe    | passe    | passe    |
|           |           |           |           |           |           |           |           |           |           |           |           |           |           |           |           |           |           |           |           |           |           |           |           |           |           |           |           |           |           |           |           |           |           |           |           |           |           |           |           |           |           |           |           |           |           |           |           |           |           |           |           |           |           |           |           |           |           |           |           |           |           |           |           |           |           |           |           |           |           |           |           |           |           |           |           |           |           |           |           |           |           |           |           |           |           |           |           |           |           |           |           |           |           |           |           |           |           |           |           | "Volverte a Amar"            | "Volverte a Amar"            | "Volverte a Amar"            | "Volverte a Amar"            | "Volverte a Amar"            | "Volverte a Amar"            | "Volverte a Amar"            | "Volverte a Amar"            | "Volverte a Amar"            | "Volverte a Amar"            | "Volverte a Amar"            | "Volverte a Amar"            | "Volverte a Amar"            | "Volverte a Amar"            | "Volverte a Amar"            | "Volverte a Amar"            | "Volverte a Amar"            | "Volverte a Amar"            | "Volverte a Amar"            | "Volverte a Amar"            | "Volverte a Amar"            | "Volverte a Amar"            | "Volverte a Amar"            | "Volverte a Amar"            | "Volverte a Amar"            | "Volverte a Amar"            | "Volverte a Amar"            | "Volverte a Amar"            | "Volverte a Amar"            | "Volverte a Amar"            | "Volverte a Amar"            | "Volverte a Amar"            | "Volverte a Amar"            | "Volverte a Amar"            | "Volverte a Amar"            | "Volverte a Amar"            | "Volverte a Amar"            | "Volverte a Amar"            | "Volverte a Amar"            | "Volverte a Amar"            | "Volverte a Amar"            | "Volverte a Amar"            | "Volverte a Amar"            | "Volverte a Amar"            | "Volverte a Amar"            | "Volverte a Amar"            | "Volverte a Amar"            | "Volverte a Amar"            | "Volverte a Amar"            | "Volverte a Amar"            | "Volverte a Amar"            | "Volverte a Amar"            | "Volverte a Amar"            | "Volverte a Amar"            | "Volverte a Amar"            | "Volverte a Amar"            | "Volverte a Amar"            | "Volverte a Amar"            | "Volverte a Amar"            | "Volverte a Amar"            | "Volverte a Amar"            | "Volverte a Amar"            | "Volverte a Amar"            | "Volverte a Amar"            | "Volverte a Amar"            | "Volverte a Amar"            | "Volverte a Amar"            | "Volverte a Amar"            | "Volverte a Amar"            | "Volverte a Amar"            | "Volverte a Amar"            | "Volverte a Amar"            | "Volverte a Amar"            | "Volverte a Amar"            | "Volverte a Amar"            | "Volverte a Amar"            | "Volverte a Amar"            | "Volverte a Amar"            | "Volverte a Amar"            | "Volverte a Amar"            | "Volverte a Amar"            | "Volverte a Amar"            | "Volverte a Amar"            | "Volverte a Amar"            | "Volverte a Amar"            | "Volverte a Amar"            | "Volverte a Amar"            | "Volverte a Amar"            | "Volverte a Amar"            | "Volverte a Amar"            | "Volverte a Amar"            | "Volverte a Amar"            | "Volverte a Amar"            | "Volverte a Amar"            | "Volverte a Amar"            | "Volverte a Amar"            | "Volverte a Amar"            | "Volverte a Amar"            | "Volverte a Amar"            | "Volverte a Amar"            | Alejandra Guzmán | Alejandra Guzmán | Alejandra Guzmán | Alejandra Guzmán | Alejandra Guzmán | Alejandra Guzmán | Alejandra Guzmán | Alejandra Guzmán | Alejandra Guzmán | Alejandra Guzmán | Alejandra Guzmán | Alejandra Guzmán | Alejandra Guzmán | Alejandra Guzmán | Alejandra Guzmán | Alejandra Guzmán | Alejandra Guzmán | Alejandra Guzmán | Alejandra Guzmán | Alejandra Guzmán | Alejandra Guzmán | Alejandra Guzmán | Alejandra Guzmán | Alejandra Guzmán | Alejandra Guzmán | Alejandra Guzmán | Alejandra Guzmán | Alejandra Guzmán | Alejandra Guzmán | Alejandra Guzmán | Alejandra Guzmán | Alejandra Guzmán | Alejandra Guzmán | Alejandra Guzmán | Alejandra Guzmán | Alejandra Guzmán | Alejandra Guzmán | Alejandra Guzmán | Alejandra Guzmán | Alejandra Guzmán | Alejandra Guzmán | Alejandra Guzmán | Alejandra Guzmán | Alejandra Guzmán | Alejandra Guzmán | Alejandra Guzmán | Alejandra Guzmán | Alejandra Guzmán | Alejandra Guzmán | Alejandra Guzmán | Alejandra Guzmán | Alejandra Guzmán | Alejandra Guzmán | Alejandra Guzmán | Alejandra Guzmán | Alejandra Guzmán | Alejandra Guzmán | Alejandra Guzmán | Alejandra Guzmán | Alejandra Guzmán | Alejandra Guzmán | Alejandra Guzmán | Alejandra Guzmán | Alejandra Guzmán | Alejandra Guzmán | Alejandra Guzmán | Alejandra Guzmán | Alejandra Guzmán | Alejandra Guzmán | Alejandra Guzmán | Alejandra Guzmán | Alejandra Guzmán | Alejandra Guzmán | Alejandra Guzmán | Alejandra Guzmán | Alejandra Guzmán | Alejandra Guzmán | Alejandra Guzmán | Alejandra Guzmán | Alejandra Guzmán | Alejandra Guzmán | Alejandra Guzmán | Alejandra Guzmán | Alejandra Guzmán | Alejandra Guzmán | Alejandra Guzmán | Alejandra Guzmán | Alejandra Guzmán | Alejandra Guzmán | Alejandra Guzmán | Alejandra Guzmán | Alejandra Guzmán | Alejandra Guzmán | Alejandra Guzmán | Alejandra Guzmán | Alejandra Guzmán | Alejandra Guzmán | Alejandra Guzmán | Alejandra Guzmán | Alejandra Guzmán | passe    | passe    | passe    | passe    | passe    | passe    | passe    | passe    | passe    | passe    | passe    | passe    | passe    | passe    | passe    | passe    | passe    | passe    | passe    | passe    | passe    | passe    | passe    | passe    | passe    | passe    | passe    | passe    | passe    | passe    | passe    | passe    | passe    | passe    | passe    | passe    | passe    | passe    | passe    | passe    | passe    | passe    | passe    | passe    | passe    | passe    | passe    | passe    | passe    | passe    | passe    | passe    | passe    | passe    | passe    | passe    | passe    | passe    | passe    | passe    | passe    | passe    | passe    | passe    | passe    | passe    | passe    | passe    | passe    | passe    | passe    | passe    | passe    | passe    | passe    | passe    | passe    | passe    | passe    | passe    | passe    | passe    | passe    | passe    | passe    | passe    | passe    | passe    | passe    | passe    | passe    | passe    | passe    | passe    | passe    | passe    | passe    | passe    | passe    | passe    |
|           |           |           |           |           |           |           |           |           |           |           |           |           |           |           |           |           |           |           |           |           |           |           |           |           |           |           |           |           |           |           |           |           |           |           |           |           |           |           |           |           |           |           |           |           |           |           |           |           |           |           |           |           |           |           |           |           |           |           |           |           |           |           |           |           |           |           |           |           |           |           |           |           |           |           |           |           |           |           |           |           |           |           |           |           |           |           |           |           |           |           |           |           |           |           |           |           |           |           |           | "Sin él"                     | "Sin él"                     | "Sin él"                     | "Sin él"                     | "Sin él"                     | "Sin él"                     | "Sin él"                     | "Sin él"                     | "Sin él"                     | "Sin él"                     | "Sin él"                     | "Sin él"                     | "Sin él"                     | "Sin él"                     | "Sin él"                     | "Sin él"                     | "Sin él"                     | "Sin él"                     | "Sin él"                     | "Sin él"                     | "Sin él"                     | "Sin él"                     | "Sin él"                     | "Sin él"                     | "Sin él"                     | "Sin él"                     | "Sin él"                     | "Sin él"                     | "Sin él"                     | "Sin él"                     | "Sin él"                     | "Sin él"                     | "Sin él"                     | "Sin él"                     | "Sin él"                     | "Sin él"                     | "Sin él"                     | "Sin él"                     | "Sin él"                     | "Sin él"                     | "Sin él"                     | "Sin él"                     | "Sin él"                     | "Sin él"                     | "Sin él"                     | "Sin él"                     | "Sin él"                     | "Sin él"                     | "Sin él"                     | "Sin él"                     | "Sin él"                     | "Sin él"                     | "Sin él"                     | "Sin él"                     | "Sin él"                     | "Sin él"                     | "Sin él"                     | "Sin él"                     | "Sin él"                     | "Sin él"                     | "Sin él"                     | "Sin él"                     | "Sin él"                     | "Sin él"                     | "Sin él"                     | "Sin él"                     | "Sin él"                     | "Sin él"                     | "Sin él"                     | "Sin él"                     | "Sin él"                     | "Sin él"                     | "Sin él"                     | "Sin él"                     | "Sin él"                     | "Sin él"                     | "Sin él"                     | "Sin él"                     | "Sin él"                     | "Sin él"                     | "Sin él"                     | "Sin él"                     | "Sin él"                     | "Sin él"                     | "Sin él"                     | "Sin él"                     | "Sin él"                     | "Sin él"                     | "Sin él"                     | "Sin él"                     | "Sin él"                     | "Sin él"                     | "Sin él"                     | "Sin él"                     | "Sin él"                     | "Sin él"                     | "Sin él"                     | "Sin él"                     | "Sin él"                     | "Sin él"                     | Marisela         | Marisela         | Marisela         | Marisela         | Marisela         | Marisela         | Marisela         | Marisela         | Marisela         | Marisela         | Marisela         | Marisela         | Marisela         | Marisela         | Marisela         | Marisela         | Marisela         | Marisela         | Marisela         | Marisela         | Marisela         | Marisela         | Marisela         | Marisela         | Marisela         | Marisela         | Marisela         | Marisela         | Marisela         | Marisela         | Marisela         | Marisela         | Marisela         | Marisela         | Marisela         | Marisela         | Marisela         | Marisela         | Marisela         | Marisela         | Marisela         | Marisela         | Marisela         | Marisela         | Marisela         | Marisela         | Marisela         | Marisela         | Marisela         | Marisela         | Marisela         | Marisela         | Marisela         | Marisela         | Marisela         | Marisela         | Marisela         | Marisela         | Marisela         | Marisela         | Marisela         | Marisela         | Marisela         | Marisela         | Marisela         | Marisela         | Marisela         | Marisela         | Marisela         | Marisela         | Marisela         | Marisela         | Marisela         | Marisela         | Marisela         | Marisela         | Marisela         | Marisela         | Marisela         | Marisela         | Marisela         | Marisela         | Marisela         | Marisela         | Marisela         | Marisela         | Marisela         | Marisela         | Marisela         | Marisela         | Marisela         | Marisela         | Marisela         | Marisela         | Marisela         | Marisela         | Marisela         | Marisela         | Marisela         | Marisela         | passe    | passe    | passe    | passe    | passe    | passe    | passe    | passe    | passe    | passe    | passe    | passe    | passe    | passe    | passe    | passe    | passe    | passe    | passe    | passe    | passe    | passe    | passe    | passe    | passe    | passe    | passe    | passe    | passe    | passe    | passe    | passe    | passe    | passe    | passe    | passe    | passe    | passe    | passe    | passe    | passe    | passe    | passe    | passe    | passe    | passe    | passe    | passe    | passe    | passe    | passe    | passe    | passe    | passe    | passe    | passe    | passe    | passe    | passe    | passe    | passe    | passe    | passe    | passe    | passe    | passe    | passe    | passe    | passe    | passe    | passe    | passe    | passe    | passe    | passe    | passe    | passe    | passe    | passe    | passe    | passe    | passe    | passe    | passe    | passe    | passe    | passe    | passe    | passe    | passe    | passe    | passe    | passe    | passe    | passe    | passe    | passe    | passe    | passe    | passe    |
| Finale    | Finale    | Finale    | Finale    | Finale    | Finale    | Finale    | Finale    | Finale    | Finale    | Finale    | Finale    | Finale    | Finale    | Finale    | Finale    | Finale    | Finale    | Finale    | Finale    | Finale    | Finale    | Finale    | Finale    | Finale    | Finale    | Finale    | Finale    | Finale    | Finale    | Finale    | Finale    | Finale    | Finale    | Finale    | Finale    | Finale    | Finale    | Finale    | Finale    | Finale    | Finale    | Finale    | Finale    | Finale    | Finale    | Finale    | Finale    | Finale    | Finale    | Finale    | Finale    | Finale    | Finale    | Finale    | Finale    | Finale    | Finale    | Finale    | Finale    | Finale    | Finale    | Finale    | Finale    | Finale    | Finale    | Finale    | Finale    | Finale    | Finale    | Finale    | Finale    | Finale    | Finale    | Finale    | Finale    | Finale    | Finale    | Finale    | Finale    | Finale    | Finale    | Finale    | Finale    | Finale    | Finale    | Finale    | Finale    | Finale    | Finale    | Finale    | Finale    | Finale    | Finale    | Finale    | Finale    | Finale    | Finale    | Finale    | Finale    | "Total Eclipse of the Heart" | "Total Eclipse of the Heart" | "Total Eclipse of the Heart" | "Total Eclipse of the Heart" | "Total Eclipse of the Heart" | "Total Eclipse of the Heart" | "Total Eclipse of the Heart" | "Total Eclipse of the Heart" | "Total Eclipse of the Heart" | "Total Eclipse of the Heart" | "Total Eclipse of the Heart" | "Total Eclipse of the Heart" | "Total Eclipse of the Heart" | "Total Eclipse of the Heart" | "Total Eclipse of the Heart" | "Total Eclipse of the Heart" | "Total Eclipse of the Heart" | "Total Eclipse of the Heart" | "Total Eclipse of the Heart" | "Total Eclipse of the Heart" | "Total Eclipse of the Heart" | "Total Eclipse of the Heart" | "Total Eclipse of the Heart" | "Total Eclipse of the Heart" | "Total Eclipse of the Heart" | "Total Eclipse of the Heart" | "Total Eclipse of the Heart" | "Total Eclipse of the Heart" | "Total Eclipse of the Heart" | "Total Eclipse of the Heart" | "Total Eclipse of the Heart" | "Total Eclipse of the Heart" | "Total Eclipse of the Heart" | "Total Eclipse of the Heart" | "Total Eclipse of the Heart" | "Total Eclipse of the Heart" | "Total Eclipse of the Heart" | "Total Eclipse of the Heart" | "Total Eclipse of the Heart" | "Total Eclipse of the Heart" | "Total Eclipse of the Heart" | "Total Eclipse of the Heart" | "Total Eclipse of the Heart" | "Total Eclipse of the Heart" | "Total Eclipse of the Heart" | "Total Eclipse of the Heart" | "Total Eclipse of the Heart" | "Total Eclipse of the Heart" | "Total Eclipse of the Heart" | "Total Eclipse of the Heart" | "Total Eclipse of the Heart" | "Total Eclipse of the Heart" | "Total Eclipse of the Heart" | "Total Eclipse of the Heart" | "Total Eclipse of the Heart" | "Total Eclipse of the Heart" | "Total Eclipse of the Heart" | "Total Eclipse of the Heart" | "Total Eclipse of the Heart" | "Total Eclipse of the Heart" | "Total Eclipse of the Heart" | "Total Eclipse of the Heart" | "Total Eclipse of the Heart" | "Total Eclipse of the Heart" | "Total Eclipse of the Heart" | "Total Eclipse of the Heart" | "Total Eclipse of the Heart" | "Total Eclipse of the Heart" | "Total Eclipse of the Heart" | "Total Eclipse of the Heart" | "Total Eclipse of the Heart" | "Total Eclipse of the Heart" | "Total Eclipse of the Heart" | "Total Eclipse of the Heart" | "Total Eclipse of the Heart" | "Total Eclipse of the Heart" | "Total Eclipse of the Heart" | "Total Eclipse of the Heart" | "Total Eclipse of the Heart" | "Total Eclipse of the Heart" | "Total Eclipse of the Heart" | "Total Eclipse of the Heart" | "Total Eclipse of the Heart" | "Total Eclipse of the Heart" | "Total Eclipse of the Heart" | "Total Eclipse of the Heart" | "Total Eclipse of the Heart" | "Total Eclipse of the Heart" | "Total Eclipse of the Heart" | "Total Eclipse of the Heart" | "Total Eclipse of the Heart" | "Total Eclipse of the Heart" | "Total Eclipse of the Heart" | "Total Eclipse of the Heart" | "Total Eclipse of the Heart" | "Total Eclipse of the Heart" | "Total Eclipse of the Heart" | "Total Eclipse of the Heart" | "Total Eclipse of the Heart" | "Total Eclipse of the Heart" | Bonnie Tyler     | Bonnie Tyler     | Bonnie Tyler     | Bonnie Tyler     | Bonnie Tyler     | Bonnie Tyler     | Bonnie Tyler     | Bonnie Tyler     | Bonnie Tyler     | Bonnie Tyler     | Bonnie Tyler     | Bonnie Tyler     | Bonnie Tyler     | Bonnie Tyler     | Bonnie Tyler     | Bonnie Tyler     | Bonnie Tyler     | Bonnie Tyler     | Bonnie Tyler     | Bonnie Tyler     | Bonnie Tyler     | Bonnie Tyler     | Bonnie Tyler     | Bonnie Tyler     | Bonnie Tyler     | Bonnie Tyler     | Bonnie Tyler     | Bonnie Tyler     | Bonnie Tyler     | Bonnie Tyler     | Bonnie Tyler     | Bonnie Tyler     | Bonnie Tyler     | Bonnie Tyler     | Bonnie Tyler     | Bonnie Tyler     | Bonnie Tyler     | Bonnie Tyler     | Bonnie Tyler     | Bonnie Tyler     | Bonnie Tyler     | Bonnie Tyler     | Bonnie Tyler     | Bonnie Tyler     | Bonnie Tyler     | Bonnie Tyler     | Bonnie Tyler     | Bonnie Tyler     | Bonnie Tyler     | Bonnie Tyler     | Bonnie Tyler     | Bonnie Tyler     | Bonnie Tyler     | Bonnie Tyler     | Bonnie Tyler     | Bonnie Tyler     | Bonnie Tyler     | Bonnie Tyler     | Bonnie Tyler     | Bonnie Tyler     | Bonnie Tyler     | Bonnie Tyler     | Bonnie Tyler     | Bonnie Tyler     | Bonnie Tyler     | Bonnie Tyler     | Bonnie Tyler     | Bonnie Tyler     | Bonnie Tyler     | Bonnie Tyler     | Bonnie Tyler     | Bonnie Tyler     | Bonnie Tyler     | Bonnie Tyler     | Bonnie Tyler     | Bonnie Tyler     | Bonnie Tyler     | Bonnie Tyler     | Bonnie Tyler     | Bonnie Tyler     | Bonnie Tyler     | Bonnie Tyler     | Bonnie Tyler     | Bonnie Tyler     | Bonnie Tyler     | Bonnie Tyler     | Bonnie Tyler     | Bonnie Tyler     | Bonnie Tyler     | Bonnie Tyler     | Bonnie Tyler     | Bonnie Tyler     | Bonnie Tyler     | Bonnie Tyler     | Bonnie Tyler     | Bonnie Tyler     | Bonnie Tyler     | Bonnie Tyler     | Bonnie Tyler     | Bonnie Tyler     | champion | champion | champion | champion | champion | champion | champion | champion | champion | champion | champion | champion | champion | champion | champion | champion | champion | champion | champion | champion | champion | champion | champion | champion | champion | champion | champion | champion | champion | champion | champion | champion | champion | champion | champion | champion | champion | champion | champion | champion | champion | champion | champion | champion | champion | champion | champion | champion | champion | champion | champion | champion | champion | champion | champion | champion | champion | champion | champion | champion | champion | champion | champion | champion | champion | champion | champion | champion | champion | champion | champion | champion | champion | champion | champion | champion | champion | champion | champion | champion | champion | champion | champion | champion | champion | champion | champion | champion | champion | champion | champion | champion | champion | champion | champion | champion | champion | champion | champion | champion |

### American Idol

#### Performances
| Semaine # | Semaine # | Semaine # | Semaine # | Semaine # | Semaine # | Semaine # | Semaine # | Semaine # | Semaine # | Semaine # | Semaine # | Semaine # | Semaine # | Semaine # | Semaine # | Semaine # | Semaine # | Semaine # | Semaine # | Semaine # | Semaine # | Semaine # | Semaine # | Semaine # | Semaine # | Semaine # | Semaine # | Semaine # | Semaine # | Semaine # | Semaine # | Semaine # | Semaine # | Semaine # | Semaine # | Semaine # | Semaine # | Semaine # | Semaine # | Semaine # | Semaine # | Semaine # | Semaine # | Semaine # | Semaine # | Semaine # | Semaine # | Semaine # | Semaine # | Semaine # | Semaine # | Semaine # | Semaine # | Semaine # | Semaine # | Semaine # | Semaine # | Semaine # | Semaine # | Semaine # | Semaine # | Semaine # | Semaine # | Semaine # | Semaine # | Semaine # | Semaine # | Semaine # | Semaine # | Semaine # | Semaine # | Semaine # | Semaine # | Semaine # | Semaine # | Semaine # | Semaine # | Semaine # | Semaine # | Semaine # | Semaine # | Semaine # | Semaine # | Semaine # | Semaine # | Semaine # | Semaine # | Semaine # | Semaine # | Semaine # | Semaine # | Semaine # | Semaine # | Semaine # | Semaine # | Semaine # | Semaine # | Semaine # | Semaine # | Thème               | Thème               | Thème               | Thème               | Thème               | Thème               | Thème               | Thème               | Thème               | Thème               | Thème               | Thème               | Thème               | Thème               | Thème               | Thème               | Thème               | Thème               | Thème               | Thème               | Thème               | Thème               | Thème               | Thème               | Thème               | Thème               | Thème               | Thème               | Thème               | Thème               | Thème               | Thème               | Thème               | Thème               | Thème               | Thème               | Thème               | Thème               | Thème               | Thème               | Thème               | Thème               | Thème               | Thème               | Thème               | Thème               | Thème               | Thème               | Thème               | Thème               | Thème               | Thème               | Thème               | Thème               | Thème               | Thème               | Thème               | Thème               | Thème               | Thème               | Thème               | Thème               | Thème               | Thème               | Thème               | Thème               | Thème               | Thème               | Thème               | Thème               | Thème               | Thème               | Thème               | Thème               | Thème               | Thème               | Thème               | Thème               | Thème               | Thème               | Thème               | Thème               | Thème               | Thème               | Thème               | Thème               | Thème               | Thème               | Thème               | Thème               | Thème               | Thème               | Thème               | Thème               | Thème               | Thème               | Thème               | Thème               | Thème               | Thème               | Titre                                       | Titre                                       | Titre                                       | Titre                                       | Titre                                       | Titre                                       | Titre                                       | Titre                                       | Titre                                       | Titre                                       | Titre                                       | Titre                                       | Titre                                       | Titre                                       | Titre                                       | Titre                                       | Titre                                       | Titre                                       | Titre                                       | Titre                                       | Titre                                       | Titre                                       | Titre                                       | Titre                                       | Titre                                       | Titre                                       | Titre                                       | Titre                                       | Titre                                       | Titre                                       | Titre                                       | Titre                                       | Titre                                       | Titre                                       | Titre                                       | Titre                                       | Titre                                       | Titre                                       | Titre                                       | Titre                                       | Titre                                       | Titre                                       | Titre                                       | Titre                                       | Titre                                       | Titre                                       | Titre                                       | Titre                                       | Titre                                       | Titre                                       | Titre                                       | Titre                                       | Titre                                       | Titre                                       | Titre                                       | Titre                                       | Titre                                       | Titre                                       | Titre                                       | Titre                                       | Titre                                       | Titre                                       | Titre                                       | Titre                                       | Titre                                       | Titre                                       | Titre                                       | Titre                                       | Titre                                       | Titre                                       | Titre                                       | Titre                                       | Titre                                       | Titre                                       | Titre                                       | Titre                                       | Titre                                       | Titre                                       | Titre                                       | Titre                                       | Titre                                       | Titre                                       | Titre                                       | Titre                                       | Titre                                       | Titre                                       | Titre                                       | Titre                                       | Titre                                       | Titre                                       | Titre                                       | Titre                                       | Titre                                       | Titre                                       | Titre                                       | Titre                                       | Titre                                       | Titre                                       | Titre                                       | Titre                                       | Artiste original    | Artiste original    | Artiste original    | Artiste original    | Artiste original    | Artiste original    | Artiste original    | Artiste original    | Artiste original    | Artiste original    | Artiste original    | Artiste original    | Artiste original    | Artiste original    | Artiste original    | Artiste original    | Artiste original    | Artiste original    | Artiste original    | Artiste original    | Artiste original    | Artiste original    | Artiste original    | Artiste original    | Artiste original    | Artiste original    | Artiste original    | Artiste original    | Artiste original    | Artiste original    | Artiste original    | Artiste original    | Artiste original    | Artiste original    | Artiste original    | Artiste original    | Artiste original    | Artiste original    | Artiste original    | Artiste original    | Artiste original    | Artiste original    | Artiste original    | Artiste original    | Artiste original    | Artiste original    | Artiste original    | Artiste original    | Artiste original    | Artiste original    | Artiste original    | Artiste original    | Artiste original    | Artiste original    | Artiste original    | Artiste original    | Artiste original    | Artiste original    | Artiste original    | Artiste original    | Artiste original    | Artiste original    | Artiste original    | Artiste original    | Artiste original    | Artiste original    | Artiste original    | Artiste original    | Artiste original    | Artiste original    | Artiste original    | Artiste original    | Artiste original    | Artiste original    | Artiste original    | Artiste original    | Artiste original    | Artiste original    | Artiste original    | Artiste original    | Artiste original    | Artiste original    | Artiste original    | Artiste original    | Artiste original    | Artiste original    | Artiste original    | Artiste original    | Artiste original    | Artiste original    | Artiste original    | Artiste original    | Artiste original    | Artiste original    | Artiste original    | Artiste original    | Artiste original    | Artiste original    | Artiste original    | Artiste original    | Résultat | Résultat | Résultat | Résultat | Résultat | Résultat | Résultat | Résultat | Résultat | Résultat | Résultat | Résultat | Résultat | Résultat | Résultat | Résultat | Résultat | Résultat | Résultat | Résultat | Résultat | Résultat | Résultat | Résultat | Résultat | Résultat | Résultat | Résultat | Résultat | Résultat | Résultat | Résultat | Résultat | Résultat | Résultat | Résultat | Résultat | Résultat | Résultat | Résultat | Résultat | Résultat | Résultat | Résultat | Résultat | Résultat | Résultat | Résultat | Résultat | Résultat | Résultat | Résultat | Résultat | Résultat | Résultat | Résultat | Résultat | Résultat | Résultat | Résultat | Résultat | Résultat | Résultat | Résultat | Résultat | Résultat | Résultat | Résultat | Résultat | Résultat | Résultat | Résultat | Résultat | Résultat | Résultat | Résultat | Résultat | Résultat | Résultat | Résultat | Résultat | Résultat | Résultat | Résultat | Résultat | Résultat | Résultat | Résultat | Résultat | Résultat | Résultat | Résultat | Résultat | Résultat | Résultat | Résultat | Résultat | Résultat | Résultat | Résultat |
| Audition  | Audition  | Audition  | Audition  | Audition  | Audition  | Audition  | Audition  | Audition  | Audition  | Audition  | Audition  | Audition  | Audition  | Audition  | Audition  | Audition  | Audition  | Audition  | Audition  | Audition  | Audition  | Audition  | Audition  | Audition  | Audition  | Audition  | Audition  | Audition  | Audition  | Audition  | Audition  | Audition  | Audition  | Audition  | Audition  | Audition  | Audition  | Audition  | Audition  | Audition  | Audition  | Audition  | Audition  | Audition  | Audition  | Audition  | Audition  | Audition  | Audition  | Audition  | Audition  | Audition  | Audition  | Audition  | Audition  | Audition  | Audition  | Audition  | Audition  | Audition  | Audition  | Audition  | Audition  | Audition  | Audition  | Audition  | Audition  | Audition  | Audition  | Audition  | Audition  | Audition  | Audition  | Audition  | Audition  | Audition  | Audition  | Audition  | Audition  | Audition  | Audition  | Audition  | Audition  | Audition  | Audition  | Audition  | Audition  | Audition  | Audition  | Audition  | Audition  | Audition  | Audition  | Audition  | Audition  | Audition  | Audition  | Audition  | Audition  | N/A                 | N/A                 | N/A                 | N/A                 | N/A                 | N/A                 | N/A                 | N/A                 | N/A                 | N/A                 | N/A                 | N/A                 | N/A                 | N/A                 | N/A                 | N/A                 | N/A                 | N/A                 | N/A                 | N/A                 | N/A                 | N/A                 | N/A                 | N/A                 | N/A                 | N/A                 | N/A                 | N/A                 | N/A                 | N/A                 | N/A                 | N/A                 | N/A                 | N/A                 | N/A                 | N/A                 | N/A                 | N/A                 | N/A                 | N/A                 | N/A                 | N/A                 | N/A                 | N/A                 | N/A                 | N/A                 | N/A                 | N/A                 | N/A                 | N/A                 | N/A                 | N/A                 | N/A                 | N/A                 | N/A                 | N/A                 | N/A                 | N/A                 | N/A                 | N/A                 | N/A                 | N/A                 | N/A                 | N/A                 | N/A                 | N/A                 | N/A                 | N/A                 | N/A                 | N/A                 | N/A                 | N/A                 | N/A                 | N/A                 | N/A                 | N/A                 | N/A                 | N/A                 | N/A                 | N/A                 | N/A                 | N/A                 | N/A                 | N/A                 | N/A                 | N/A                 | N/A                 | N/A                 | N/A                 | N/A                 | N/A                 | N/A                 | N/A                 | N/A                 | N/A                 | N/A                 | N/A                 | N/A                 | N/A                 | N/A                 | "(You Make Me Feel Like) A Natural Woman" " | "(You Make Me Feel Like) A Natural Woman" " | "(You Make Me Feel Like) A Natural Woman" " | "(You Make Me Feel Like) A Natural Woman" " | "(You Make Me Feel Like) A Natural Woman" " | "(You Make Me Feel Like) A Natural Woman" " | "(You Make Me Feel Like) A Natural Woman" " | "(You Make Me Feel Like) A Natural Woman" " | "(You Make Me Feel Like) A Natural Woman" " | "(You Make Me Feel Like) A Natural Woman" " | "(You Make Me Feel Like) A Natural Woman" " | "(You Make Me Feel Like) A Natural Woman" " | "(You Make Me Feel Like) A Natural Woman" " | "(You Make Me Feel Like) A Natural Woman" " | "(You Make Me Feel Like) A Natural Woman" " | "(You Make Me Feel Like) A Natural Woman" " | "(You Make Me Feel Like) A Natural Woman" " | "(You Make Me Feel Like) A Natural Woman" " | "(You Make Me Feel Like) A Natural Woman" " | "(You Make Me Feel Like) A Natural Woman" " | "(You Make Me Feel Like) A Natural Woman" " | "(You Make Me Feel Like) A Natural Woman" " | "(You Make Me Feel Like) A Natural Woman" " | "(You Make Me Feel Like) A Natural Woman" " | "(You Make Me Feel Like) A Natural Woman" " | "(You Make Me Feel Like) A Natural Woman" " | "(You Make Me Feel Like) A Natural Woman" " | "(You Make Me Feel Like) A Natural Woman" " | "(You Make Me Feel Like) A Natural Woman" " | "(You Make Me Feel Like) A Natural Woman" " | "(You Make Me Feel Like) A Natural Woman" " | "(You Make Me Feel Like) A Natural Woman" " | "(You Make Me Feel Like) A Natural Woman" " | "(You Make Me Feel Like) A Natural Woman" " | "(You Make Me Feel Like) A Natural Woman" " | "(You Make Me Feel Like) A Natural Woman" " | "(You Make Me Feel Like) A Natural Woman" " | "(You Make Me Feel Like) A Natural Woman" " | "(You Make Me Feel Like) A Natural Woman" " | "(You Make Me Feel Like) A Natural Woman" " | "(You Make Me Feel Like) A Natural Woman" " | "(You Make Me Feel Like) A Natural Woman" " | "(You Make Me Feel Like) A Natural Woman" " | "(You Make Me Feel Like) A Natural Woman" " | "(You Make Me Feel Like) A Natural Woman" " | "(You Make Me Feel Like) A Natural Woman" " | "(You Make Me Feel Like) A Natural Woman" " | "(You Make Me Feel Like) A Natural Woman" " | "(You Make Me Feel Like) A Natural Woman" " | "(You Make Me Feel Like) A Natural Woman" " | "(You Make Me Feel Like) A Natural Woman" " | "(You Make Me Feel Like) A Natural Woman" " | "(You Make Me Feel Like) A Natural Woman" " | "(You Make Me Feel Like) A Natural Woman" " | "(You Make Me Feel Like) A Natural Woman" " | "(You Make Me Feel Like) A Natural Woman" " | "(You Make Me Feel Like) A Natural Woman" " | "(You Make Me Feel Like) A Natural Woman" " | "(You Make Me Feel Like) A Natural Woman" " | "(You Make Me Feel Like) A Natural Woman" " | "(You Make Me Feel Like) A Natural Woman" " | "(You Make Me Feel Like) A Natural Woman" " | "(You Make Me Feel Like) A Natural Woman" " | "(You Make Me Feel Like) A Natural Woman" " | "(You Make Me Feel Like) A Natural Woman" " | "(You Make Me Feel Like) A Natural Woman" " | "(You Make Me Feel Like) A Natural Woman" " | "(You Make Me Feel Like) A Natural Woman" " | "(You Make Me Feel Like) A Natural Woman" " | "(You Make Me Feel Like) A Natural Woman" " | "(You Make Me Feel Like) A Natural Woman" " | "(You Make Me Feel Like) A Natural Woman" " | "(You Make Me Feel Like) A Natural Woman" " | "(You Make Me Feel Like) A Natural Woman" " | "(You Make Me Feel Like) A Natural Woman" " | "(You Make Me Feel Like) A Natural Woman" " | "(You Make Me Feel Like) A Natural Woman" " | "(You Make Me Feel Like) A Natural Woman" " | "(You Make Me Feel Like) A Natural Woman" " | "(You Make Me Feel Like) A Natural Woman" " | "(You Make Me Feel Like) A Natural Woman" " | "(You Make Me Feel Like) A Natural Woman" " | "(You Make Me Feel Like) A Natural Woman" " | "(You Make Me Feel Like) A Natural Woman" " | "(You Make Me Feel Like) A Natural Woman" " | "(You Make Me Feel Like) A Natural Woman" " | "(You Make Me Feel Like) A Natural Woman" " | "(You Make Me Feel Like) A Natural Woman" " | "(You Make Me Feel Like) A Natural Woman" " | "(You Make Me Feel Like) A Natural Woman" " | "(You Make Me Feel Like) A Natural Woman" " | "(You Make Me Feel Like) A Natural Woman" " | "(You Make Me Feel Like) A Natural Woman" " | "(You Make Me Feel Like) A Natural Woman" " | "(You Make Me Feel Like) A Natural Woman" " | "(You Make Me Feel Like) A Natural Woman" " | "(You Make Me Feel Like) A Natural Woman" " | "(You Make Me Feel Like) A Natural Woman" " | "(You Make Me Feel Like) A Natural Woman" " | "(You Make Me Feel Like) A Natural Woman" " | Aretha Franklin     | Aretha Franklin     | Aretha Franklin     | Aretha Franklin     | Aretha Franklin     | Aretha Franklin     | Aretha Franklin     | Aretha Franklin     | Aretha Franklin     | Aretha Franklin     | Aretha Franklin     | Aretha Franklin     | Aretha Franklin     | Aretha Franklin     | Aretha Franklin     | Aretha Franklin     | Aretha Franklin     | Aretha Franklin     | Aretha Franklin     | Aretha Franklin     | Aretha Franklin     | Aretha Franklin     | Aretha Franklin     | Aretha Franklin     | Aretha Franklin     | Aretha Franklin     | Aretha Franklin     | Aretha Franklin     | Aretha Franklin     | Aretha Franklin     | Aretha Franklin     | Aretha Franklin     | Aretha Franklin     | Aretha Franklin     | Aretha Franklin     | Aretha Franklin     | Aretha Franklin     | Aretha Franklin     | Aretha Franklin     | Aretha Franklin     | Aretha Franklin     | Aretha Franklin     | Aretha Franklin     | Aretha Franklin     | Aretha Franklin     | Aretha Franklin     | Aretha Franklin     | Aretha Franklin     | Aretha Franklin     | Aretha Franklin     | Aretha Franklin     | Aretha Franklin     | Aretha Franklin     | Aretha Franklin     | Aretha Franklin     | Aretha Franklin     | Aretha Franklin     | Aretha Franklin     | Aretha Franklin     | Aretha Franklin     | Aretha Franklin     | Aretha Franklin     | Aretha Franklin     | Aretha Franklin     | Aretha Franklin     | Aretha Franklin     | Aretha Franklin     | Aretha Franklin     | Aretha Franklin     | Aretha Franklin     | Aretha Franklin     | Aretha Franklin     | Aretha Franklin     | Aretha Franklin     | Aretha Franklin     | Aretha Franklin     | Aretha Franklin     | Aretha Franklin     | Aretha Franklin     | Aretha Franklin     | Aretha Franklin     | Aretha Franklin     | Aretha Franklin     | Aretha Franklin     | Aretha Franklin     | Aretha Franklin     | Aretha Franklin     | Aretha Franklin     | Aretha Franklin     | Aretha Franklin     | Aretha Franklin     | Aretha Franklin     | Aretha Franklin     | Aretha Franklin     | Aretha Franklin     | Aretha Franklin     | Aretha Franklin     | Aretha Franklin     | Aretha Franklin     | Aretha Franklin     | passe    | passe    | passe    | passe    | passe    | passe    | passe    | passe    | passe    | passe    | passe    | passe    | passe    | passe    | passe    | passe    | passe    | passe    | passe    | passe    | passe    | passe    | passe    | passe    | passe    | passe    | passe    | passe    | passe    | passe    | passe    | passe    | passe    | passe    | passe    | passe    | passe    | passe    | passe    | passe    | passe    | passe    | passe    | passe    | passe    | passe    | passe    | passe    | passe    | passe    | passe    | passe    | passe    | passe    | passe    | passe    | passe    | passe    | passe    | passe    | passe    | passe    | passe    | passe    | passe    | passe    | passe    | passe    | passe    | passe    | passe    | passe    | passe    | passe    | passe    | passe    | passe    | passe    | passe    | passe    | passe    | passe    | passe    | passe    | passe    | passe    | passe    | passe    | passe    | passe    | passe    | passe    | passe    | passe    | passe    | passe    | passe    | passe    | passe    | passe    |
| Hollywood | Hollywood | Hollywood | Hollywood | Hollywood | Hollywood | Hollywood | Hollywood | Hollywood | Hollywood | Hollywood | Hollywood | Hollywood | Hollywood | Hollywood | Hollywood | Hollywood | Hollywood | Hollywood | Hollywood | Hollywood | Hollywood | Hollywood | Hollywood | Hollywood | Hollywood | Hollywood | Hollywood | Hollywood | Hollywood | Hollywood | Hollywood | Hollywood | Hollywood | Hollywood | Hollywood | Hollywood | Hollywood | Hollywood | Hollywood | Hollywood | Hollywood | Hollywood | Hollywood | Hollywood | Hollywood | Hollywood | Hollywood | Hollywood | Hollywood | Hollywood | Hollywood | Hollywood | Hollywood | Hollywood | Hollywood | Hollywood | Hollywood | Hollywood | Hollywood | Hollywood | Hollywood | Hollywood | Hollywood | Hollywood | Hollywood | Hollywood | Hollywood | Hollywood | Hollywood | Hollywood | Hollywood | Hollywood | Hollywood | Hollywood | Hollywood | Hollywood | Hollywood | Hollywood | Hollywood | Hollywood | Hollywood | Hollywood | Hollywood | Hollywood | Hollywood | Hollywood | Hollywood | Hollywood | Hollywood | Hollywood | Hollywood | Hollywood | Hollywood | Hollywood | Hollywood | Hollywood | Hollywood | Hollywood | Hollywood | Solo                | Solo                | Solo                | Solo                | Solo                | Solo                | Solo                | Solo                | Solo                | Solo                | Solo                | Solo                | Solo                | Solo                | Solo                | Solo                | Solo                | Solo                | Solo                | Solo                | Solo                | Solo                | Solo                | Solo                | Solo                | Solo                | Solo                | Solo                | Solo                | Solo                | Solo                | Solo                | Solo                | Solo                | Solo                | Solo                | Solo                | Solo                | Solo                | Solo                | Solo                | Solo                | Solo                | Solo                | Solo                | Solo                | Solo                | Solo                | Solo                | Solo                | Solo                | Solo                | Solo                | Solo                | Solo                | Solo                | Solo                | Solo                | Solo                | Solo                | Solo                | Solo                | Solo                | Solo                | Solo                | Solo                | Solo                | Solo                | Solo                | Solo                | Solo                | Solo                | Solo                | Solo                | Solo                | Solo                | Solo                | Solo                | Solo                | Solo                | Solo                | Solo                | Solo                | Solo                | Solo                | Solo                | Solo                | Solo                | Solo                | Solo                | Solo                | Solo                | Solo                | Solo                | Solo                | Solo                | Solo                | Solo                | Solo                | Solo                | "Because of You"                            | "Because of You"                            | "Because of You"                            | "Because of You"                            | "Because of You"                            | "Because of You"                            | "Because of You"                            | "Because of You"                            | "Because of You"                            | "Because of You"                            | "Because of You"                            | "Because of You"                            | "Because of You"                            | "Because of You"                            | "Because of You"                            | "Because of You"                            | "Because of You"                            | "Because of You"                            | "Because of You"                            | "Because of You"                            | "Because of You"                            | "Because of You"                            | "Because of You"                            | "Because of You"                            | "Because of You"                            | "Because of You"                            | "Because of You"                            | "Because of You"                            | "Because of You"                            | "Because of You"                            | "Because of You"                            | "Because of You"                            | "Because of You"                            | "Because of You"                            | "Because of You"                            | "Because of You"                            | "Because of You"                            | "Because of You"                            | "Because of You"                            | "Because of You"                            | "Because of You"                            | "Because of You"                            | "Because of You"                            | "Because of You"                            | "Because of You"                            | "Because of You"                            | "Because of You"                            | "Because of You"                            | "Because of You"                            | "Because of You"                            | "Because of You"                            | "Because of You"                            | "Because of You"                            | "Because of You"                            | "Because of You"                            | "Because of You"                            | "Because of You"                            | "Because of You"                            | "Because of You"                            | "Because of You"                            | "Because of You"                            | "Because of You"                            | "Because of You"                            | "Because of You"                            | "Because of You"                            | "Because of You"                            | "Because of You"                            | "Because of You"                            | "Because of You"                            | "Because of You"                            | "Because of You"                            | "Because of You"                            | "Because of You"                            | "Because of You"                            | "Because of You"                            | "Because of You"                            | "Because of You"                            | "Because of You"                            | "Because of You"                            | "Because of You"                            | "Because of You"                            | "Because of You"                            | "Because of You"                            | "Because of You"                            | "Because of You"                            | "Because of You"                            | "Because of You"                            | "Because of You"                            | "Because of You"                            | "Because of You"                            | "Because of You"                            | "Because of You"                            | "Because of You"                            | "Because of You"                            | "Because of You"                            | "Because of You"                            | "Because of You"                            | "Because of You"                            | "Because of You"                            | "Because of You"                            | Kelly Clarkson      | Kelly Clarkson      | Kelly Clarkson      | Kelly Clarkson      | Kelly Clarkson      | Kelly Clarkson      | Kelly Clarkson      | Kelly Clarkson      | Kelly Clarkson      | Kelly Clarkson      | Kelly Clarkson      | Kelly Clarkson      | Kelly Clarkson      | Kelly Clarkson      | Kelly Clarkson      | Kelly Clarkson      | Kelly Clarkson      | Kelly Clarkson      | Kelly Clarkson      | Kelly Clarkson      | Kelly Clarkson      | Kelly Clarkson      | Kelly Clarkson      | Kelly Clarkson      | Kelly Clarkson      | Kelly Clarkson      | Kelly Clarkson      | Kelly Clarkson      | Kelly Clarkson      | Kelly Clarkson      | Kelly Clarkson      | Kelly Clarkson      | Kelly Clarkson      | Kelly Clarkson      | Kelly Clarkson      | Kelly Clarkson      | Kelly Clarkson      | Kelly Clarkson      | Kelly Clarkson      | Kelly Clarkson      | Kelly Clarkson      | Kelly Clarkson      | Kelly Clarkson      | Kelly Clarkson      | Kelly Clarkson      | Kelly Clarkson      | Kelly Clarkson      | Kelly Clarkson      | Kelly Clarkson      | Kelly Clarkson      | Kelly Clarkson      | Kelly Clarkson      | Kelly Clarkson      | Kelly Clarkson      | Kelly Clarkson      | Kelly Clarkson      | Kelly Clarkson      | Kelly Clarkson      | Kelly Clarkson      | Kelly Clarkson      | Kelly Clarkson      | Kelly Clarkson      | Kelly Clarkson      | Kelly Clarkson      | Kelly Clarkson      | Kelly Clarkson      | Kelly Clarkson      | Kelly Clarkson      | Kelly Clarkson      | Kelly Clarkson      | Kelly Clarkson      | Kelly Clarkson      | Kelly Clarkson      | Kelly Clarkson      | Kelly Clarkson      | Kelly Clarkson      | Kelly Clarkson      | Kelly Clarkson      | Kelly Clarkson      | Kelly Clarkson      | Kelly Clarkson      | Kelly Clarkson      | Kelly Clarkson      | Kelly Clarkson      | Kelly Clarkson      | Kelly Clarkson      | Kelly Clarkson      | Kelly Clarkson      | Kelly Clarkson      | Kelly Clarkson      | Kelly Clarkson      | Kelly Clarkson      | Kelly Clarkson      | Kelly Clarkson      | Kelly Clarkson      | Kelly Clarkson      | Kelly Clarkson      | Kelly Clarkson      | Kelly Clarkson      | Kelly Clarkson      | passe    | passe    | passe    | passe    | passe    | passe    | passe    | passe    | passe    | passe    | passe    | passe    | passe    | passe    | passe    | passe    | passe    | passe    | passe    | passe    | passe    | passe    | passe    | passe    | passe    | passe    | passe    | passe    | passe    | passe    | passe    | passe    | passe    | passe    | passe    | passe    | passe    | passe    | passe    | passe    | passe    | passe    | passe    | passe    | passe    | passe    | passe    | passe    | passe    | passe    | passe    | passe    | passe    | passe    | passe    | passe    | passe    | passe    | passe    | passe    | passe    | passe    | passe    | passe    | passe    | passe    | passe    | passe    | passe    | passe    | passe    | passe    | passe    | passe    | passe    | passe    | passe    | passe    | passe    | passe    | passe    | passe    | passe    | passe    | passe    | passe    | passe    | passe    | passe    | passe    | passe    | passe    | passe    | passe    | passe    | passe    | passe    | passe    | passe    | passe    |
| Top 36    | Top 36    | Top 36    | Top 36    | Top 36    | Top 36    | Top 36    | Top 36    | Top 36    | Top 36    | Top 36    | Top 36    | Top 36    | Top 36    | Top 36    | Top 36    | Top 36    | Top 36    | Top 36    | Top 36    | Top 36    | Top 36    | Top 36    | Top 36    | Top 36    | Top 36    | Top 36    | Top 36    | Top 36    | Top 36    | Top 36    | Top 36    | Top 36    | Top 36    | Top 36    | Top 36    | Top 36    | Top 36    | Top 36    | Top 36    | Top 36    | Top 36    | Top 36    | Top 36    | Top 36    | Top 36    | Top 36    | Top 36    | Top 36    | Top 36    | Top 36    | Top 36    | Top 36    | Top 36    | Top 36    | Top 36    | Top 36    | Top 36    | Top 36    | Top 36    | Top 36    | Top 36    | Top 36    | Top 36    | Top 36    | Top 36    | Top 36    | Top 36    | Top 36    | Top 36    | Top 36    | Top 36    | Top 36    | Top 36    | Top 36    | Top 36    | Top 36    | Top 36    | Top 36    | Top 36    | Top 36    | Top 36    | Top 36    | Top 36    | Top 36    | Top 36    | Top 36    | Top 36    | Top 36    | Top 36    | Top 36    | Top 36    | Top 36    | Top 36    | Top 36    | Top 36    | Top 36    | Top 36    | Top 36    | Top 36    | Billboard Hot 100   | Billboard Hot 100   | Billboard Hot 100   | Billboard Hot 100   | Billboard Hot 100   | Billboard Hot 100   | Billboard Hot 100   | Billboard Hot 100   | Billboard Hot 100   | Billboard Hot 100   | Billboard Hot 100   | Billboard Hot 100   | Billboard Hot 100   | Billboard Hot 100   | Billboard Hot 100   | Billboard Hot 100   | Billboard Hot 100   | Billboard Hot 100   | Billboard Hot 100   | Billboard Hot 100   | Billboard Hot 100   | Billboard Hot 100   | Billboard Hot 100   | Billboard Hot 100   | Billboard Hot 100   | Billboard Hot 100   | Billboard Hot 100   | Billboard Hot 100   | Billboard Hot 100   | Billboard Hot 100   | Billboard Hot 100   | Billboard Hot 100   | Billboard Hot 100   | Billboard Hot 100   | Billboard Hot 100   | Billboard Hot 100   | Billboard Hot 100   | Billboard Hot 100   | Billboard Hot 100   | Billboard Hot 100   | Billboard Hot 100   | Billboard Hot 100   | Billboard Hot 100   | Billboard Hot 100   | Billboard Hot 100   | Billboard Hot 100   | Billboard Hot 100   | Billboard Hot 100   | Billboard Hot 100   | Billboard Hot 100   | Billboard Hot 100   | Billboard Hot 100   | Billboard Hot 100   | Billboard Hot 100   | Billboard Hot 100   | Billboard Hot 100   | Billboard Hot 100   | Billboard Hot 100   | Billboard Hot 100   | Billboard Hot 100   | Billboard Hot 100   | Billboard Hot 100   | Billboard Hot 100   | Billboard Hot 100   | Billboard Hot 100   | Billboard Hot 100   | Billboard Hot 100   | Billboard Hot 100   | Billboard Hot 100   | Billboard Hot 100   | Billboard Hot 100   | Billboard Hot 100   | Billboard Hot 100   | Billboard Hot 100   | Billboard Hot 100   | Billboard Hot 100   | Billboard Hot 100   | Billboard Hot 100   | Billboard Hot 100   | Billboard Hot 100   | Billboard Hot 100   | Billboard Hot 100   | Billboard Hot 100   | Billboard Hot 100   | Billboard Hot 100   | Billboard Hot 100   | Billboard Hot 100   | Billboard Hot 100   | Billboard Hot 100   | Billboard Hot 100   | Billboard Hot 100   | Billboard Hot 100   | Billboard Hot 100   | Billboard Hot 100   | Billboard Hot 100   | Billboard Hot 100   | Billboard Hot 100   | Billboard Hot 100   | Billboard Hot 100   | Billboard Hot 100   | "Alone"                                     | "Alone"                                     | "Alone"                                     | "Alone"                                     | "Alone"                                     | "Alone"                                     | "Alone"                                     | "Alone"                                     | "Alone"                                     | "Alone"                                     | "Alone"                                     | "Alone"                                     | "Alone"                                     | "Alone"                                     | "Alone"                                     | "Alone"                                     | "Alone"                                     | "Alone"                                     | "Alone"                                     | "Alone"                                     | "Alone"                                     | "Alone"                                     | "Alone"                                     | "Alone"                                     | "Alone"                                     | "Alone"                                     | "Alone"                                     | "Alone"                                     | "Alone"                                     | "Alone"                                     | "Alone"                                     | "Alone"                                     | "Alone"                                     | "Alone"                                     | "Alone"                                     | "Alone"                                     | "Alone"                                     | "Alone"                                     | "Alone"                                     | "Alone"                                     | "Alone"                                     | "Alone"                                     | "Alone"                                     | "Alone"                                     | "Alone"                                     | "Alone"                                     | "Alone"                                     | "Alone"                                     | "Alone"                                     | "Alone"                                     | "Alone"                                     | "Alone"                                     | "Alone"                                     | "Alone"                                     | "Alone"                                     | "Alone"                                     | "Alone"                                     | "Alone"                                     | "Alone"                                     | "Alone"                                     | "Alone"                                     | "Alone"                                     | "Alone"                                     | "Alone"                                     | "Alone"                                     | "Alone"                                     | "Alone"                                     | "Alone"                                     | "Alone"                                     | "Alone"                                     | "Alone"                                     | "Alone"                                     | "Alone"                                     | "Alone"                                     | "Alone"                                     | "Alone"                                     | "Alone"                                     | "Alone"                                     | "Alone"                                     | "Alone"                                     | "Alone"                                     | "Alone"                                     | "Alone"                                     | "Alone"                                     | "Alone"                                     | "Alone"                                     | "Alone"                                     | "Alone"                                     | "Alone"                                     | "Alone"                                     | "Alone"                                     | "Alone"                                     | "Alone"                                     | "Alone"                                     | "Alone"                                     | "Alone"                                     | "Alone"                                     | "Alone"                                     | "Alone"                                     | "Alone"                                     | Heart               | Heart               | Heart               | Heart               | Heart               | Heart               | Heart               | Heart               | Heart               | Heart               | Heart               | Heart               | Heart               | Heart               | Heart               | Heart               | Heart               | Heart               | Heart               | Heart               | Heart               | Heart               | Heart               | Heart               | Heart               | Heart               | Heart               | Heart               | Heart               | Heart               | Heart               | Heart               | Heart               | Heart               | Heart               | Heart               | Heart               | Heart               | Heart               | Heart               | Heart               | Heart               | Heart               | Heart               | Heart               | Heart               | Heart               | Heart               | Heart               | Heart               | Heart               | Heart               | Heart               | Heart               | Heart               | Heart               | Heart               | Heart               | Heart               | Heart               | Heart               | Heart               | Heart               | Heart               | Heart               | Heart               | Heart               | Heart               | Heart               | Heart               | Heart               | Heart               | Heart               | Heart               | Heart               | Heart               | Heart               | Heart               | Heart               | Heart               | Heart               | Heart               | Heart               | Heart               | Heart               | Heart               | Heart               | Heart               | Heart               | Heart               | Heart               | Heart               | Heart               | Heart               | Heart               | Heart               | Heart               | Heart               | Heart               | Heart               | passe    | passe    | passe    | passe    | passe    | passe    | passe    | passe    | passe    | passe    | passe    | passe    | passe    | passe    | passe    | passe    | passe    | passe    | passe    | passe    | passe    | passe    | passe    | passe    | passe    | passe    | passe    | passe    | passe    | passe    | passe    | passe    | passe    | passe    | passe    | passe    | passe    | passe    | passe    | passe    | passe    | passe    | passe    | passe    | passe    | passe    | passe    | passe    | passe    | passe    | passe    | passe    | passe    | passe    | passe    | passe    | passe    | passe    | passe    | passe    | passe    | passe    | passe    | passe    | passe    | passe    | passe    | passe    | passe    | passe    | passe    | passe    | passe    | passe    | passe    | passe    | passe    | passe    | passe    | passe    | passe    | passe    | passe    | passe    | passe    | passe    | passe    | passe    | passe    | passe    | passe    | passe    | passe    | passe    | passe    | passe    | passe    | passe    | passe    | passe    |
| Top 13    | Top 13    | Top 13    | Top 13    | Top 13    | Top 13    | Top 13    | Top 13    | Top 13    | Top 13    | Top 13    | Top 13    | Top 13    | Top 13    | Top 13    | Top 13    | Top 13    | Top 13    | Top 13    | Top 13    | Top 13    | Top 13    | Top 13    | Top 13    | Top 13    | Top 13    | Top 13    | Top 13    | Top 13    | Top 13    | Top 13    | Top 13    | Top 13    | Top 13    | Top 13    | Top 13    | Top 13    | Top 13    | Top 13    | Top 13    | Top 13    | Top 13    | Top 13    | Top 13    | Top 13    | Top 13    | Top 13    | Top 13    | Top 13    | Top 13    | Top 13    | Top 13    | Top 13    | Top 13    | Top 13    | Top 13    | Top 13    | Top 13    | Top 13    | Top 13    | Top 13    | Top 13    | Top 13    | Top 13    | Top 13    | Top 13    | Top 13    | Top 13    | Top 13    | Top 13    | Top 13    | Top 13    | Top 13    | Top 13    | Top 13    | Top 13    | Top 13    | Top 13    | Top 13    | Top 13    | Top 13    | Top 13    | Top 13    | Top 13    | Top 13    | Top 13    | Top 13    | Top 13    | Top 13    | Top 13    | Top 13    | Top 13    | Top 13    | Top 13    | Top 13    | Top 13    | Top 13    | Top 13    | Top 13    | Top 13    | Michael Jackson     | Michael Jackson     | Michael Jackson     | Michael Jackson     | Michael Jackson     | Michael Jackson     | Michael Jackson     | Michael Jackson     | Michael Jackson     | Michael Jackson     | Michael Jackson     | Michael Jackson     | Michael Jackson     | Michael Jackson     | Michael Jackson     | Michael Jackson     | Michael Jackson     | Michael Jackson     | Michael Jackson     | Michael Jackson     | Michael Jackson     | Michael Jackson     | Michael Jackson     | Michael Jackson     | Michael Jackson     | Michael Jackson     | Michael Jackson     | Michael Jackson     | Michael Jackson     | Michael Jackson     | Michael Jackson     | Michael Jackson     | Michael Jackson     | Michael Jackson     | Michael Jackson     | Michael Jackson     | Michael Jackson     | Michael Jackson     | Michael Jackson     | Michael Jackson     | Michael Jackson     | Michael Jackson     | Michael Jackson     | Michael Jackson     | Michael Jackson     | Michael Jackson     | Michael Jackson     | Michael Jackson     | Michael Jackson     | Michael Jackson     | Michael Jackson     | Michael Jackson     | Michael Jackson     | Michael Jackson     | Michael Jackson     | Michael Jackson     | Michael Jackson     | Michael Jackson     | Michael Jackson     | Michael Jackson     | Michael Jackson     | Michael Jackson     | Michael Jackson     | Michael Jackson     | Michael Jackson     | Michael Jackson     | Michael Jackson     | Michael Jackson     | Michael Jackson     | Michael Jackson     | Michael Jackson     | Michael Jackson     | Michael Jackson     | Michael Jackson     | Michael Jackson     | Michael Jackson     | Michael Jackson     | Michael Jackson     | Michael Jackson     | Michael Jackson     | Michael Jackson     | Michael Jackson     | Michael Jackson     | Michael Jackson     | Michael Jackson     | Michael Jackson     | Michael Jackson     | Michael Jackson     | Michael Jackson     | Michael Jackson     | Michael Jackson     | Michael Jackson     | Michael Jackson     | Michael Jackson     | Michael Jackson     | Michael Jackson     | Michael Jackson     | Michael Jackson     | Michael Jackson     | Michael Jackson     | "Give in to Me"                             | "Give in to Me"                             | "Give in to Me"                             | "Give in to Me"                             | "Give in to Me"                             | "Give in to Me"                             | "Give in to Me"                             | "Give in to Me"                             | "Give in to Me"                             | "Give in to Me"                             | "Give in to Me"                             | "Give in to Me"                             | "Give in to Me"                             | "Give in to Me"                             | "Give in to Me"                             | "Give in to Me"                             | "Give in to Me"                             | "Give in to Me"                             | "Give in to Me"                             | "Give in to Me"                             | "Give in to Me"                             | "Give in to Me"                             | "Give in to Me"                             | "Give in to Me"                             | "Give in to Me"                             | "Give in to Me"                             | "Give in to Me"                             | "Give in to Me"                             | "Give in to Me"                             | "Give in to Me"                             | "Give in to Me"                             | "Give in to Me"                             | "Give in to Me"                             | "Give in to Me"                             | "Give in to Me"                             | "Give in to Me"                             | "Give in to Me"                             | "Give in to Me"                             | "Give in to Me"                             | "Give in to Me"                             | "Give in to Me"                             | "Give in to Me"                             | "Give in to Me"                             | "Give in to Me"                             | "Give in to Me"                             | "Give in to Me"                             | "Give in to Me"                             | "Give in to Me"                             | "Give in to Me"                             | "Give in to Me"                             | "Give in to Me"                             | "Give in to Me"                             | "Give in to Me"                             | "Give in to Me"                             | "Give in to Me"                             | "Give in to Me"                             | "Give in to Me"                             | "Give in to Me"                             | "Give in to Me"                             | "Give in to Me"                             | "Give in to Me"                             | "Give in to Me"                             | "Give in to Me"                             | "Give in to Me"                             | "Give in to Me"                             | "Give in to Me"                             | "Give in to Me"                             | "Give in to Me"                             | "Give in to Me"                             | "Give in to Me"                             | "Give in to Me"                             | "Give in to Me"                             | "Give in to Me"                             | "Give in to Me"                             | "Give in to Me"                             | "Give in to Me"                             | "Give in to Me"                             | "Give in to Me"                             | "Give in to Me"                             | "Give in to Me"                             | "Give in to Me"                             | "Give in to Me"                             | "Give in to Me"                             | "Give in to Me"                             | "Give in to Me"                             | "Give in to Me"                             | "Give in to Me"                             | "Give in to Me"                             | "Give in to Me"                             | "Give in to Me"                             | "Give in to Me"                             | "Give in to Me"                             | "Give in to Me"                             | "Give in to Me"                             | "Give in to Me"                             | "Give in to Me"                             | "Give in to Me"                             | "Give in to Me"                             | "Give in to Me"                             | "Give in to Me"                             | Michael Jackson     | Michael Jackson     | Michael Jackson     | Michael Jackson     | Michael Jackson     | Michael Jackson     | Michael Jackson     | Michael Jackson     | Michael Jackson     | Michael Jackson     | Michael Jackson     | Michael Jackson     | Michael Jackson     | Michael Jackson     | Michael Jackson     | Michael Jackson     | Michael Jackson     | Michael Jackson     | Michael Jackson     | Michael Jackson     | Michael Jackson     | Michael Jackson     | Michael Jackson     | Michael Jackson     | Michael Jackson     | Michael Jackson     | Michael Jackson     | Michael Jackson     | Michael Jackson     | Michael Jackson     | Michael Jackson     | Michael Jackson     | Michael Jackson     | Michael Jackson     | Michael Jackson     | Michael Jackson     | Michael Jackson     | Michael Jackson     | Michael Jackson     | Michael Jackson     | Michael Jackson     | Michael Jackson     | Michael Jackson     | Michael Jackson     | Michael Jackson     | Michael Jackson     | Michael Jackson     | Michael Jackson     | Michael Jackson     | Michael Jackson     | Michael Jackson     | Michael Jackson     | Michael Jackson     | Michael Jackson     | Michael Jackson     | Michael Jackson     | Michael Jackson     | Michael Jackson     | Michael Jackson     | Michael Jackson     | Michael Jackson     | Michael Jackson     | Michael Jackson     | Michael Jackson     | Michael Jackson     | Michael Jackson     | Michael Jackson     | Michael Jackson     | Michael Jackson     | Michael Jackson     | Michael Jackson     | Michael Jackson     | Michael Jackson     | Michael Jackson     | Michael Jackson     | Michael Jackson     | Michael Jackson     | Michael Jackson     | Michael Jackson     | Michael Jackson     | Michael Jackson     | Michael Jackson     | Michael Jackson     | Michael Jackson     | Michael Jackson     | Michael Jackson     | Michael Jackson     | Michael Jackson     | Michael Jackson     | Michael Jackson     | Michael Jackson     | Michael Jackson     | Michael Jackson     | Michael Jackson     | Michael Jackson     | Michael Jackson     | Michael Jackson     | Michael Jackson     | Michael Jackson     | Michael Jackson     | passe    | passe    | passe    | passe    | passe    | passe    | passe    | passe    | passe    | passe    | passe    | passe    | passe    | passe    | passe    | passe    | passe    | passe    | passe    | passe    | passe    | passe    | passe    | passe    | passe    | passe    | passe    | passe    | passe    | passe    | passe    | passe    | passe    | passe    | passe    | passe    | passe    | passe    | passe    | passe    | passe    | passe    | passe    | passe    | passe    | passe    | passe    | passe    | passe    | passe    | passe    | passe    | passe    | passe    | passe    | passe    | passe    | passe    | passe    | passe    | passe    | passe    | passe    | passe    | passe    | passe    | passe    | passe    | passe    | passe    | passe    | passe    | passe    | passe    | passe    | passe    | passe    | passe    | passe    | passe    | passe    | passe    | passe    | passe    | passe    | passe    | passe    | passe    | passe    | passe    | passe    | passe    | passe    | passe    | passe    | passe    | passe    | passe    | passe    | passe    |
| Top 11    | Top 11    | Top 11    | Top 11    | Top 11    | Top 11    | Top 11    | Top 11    | Top 11    | Top 11    | Top 11    | Top 11    | Top 11    | Top 11    | Top 11    | Top 11    | Top 11    | Top 11    | Top 11    | Top 11    | Top 11    | Top 11    | Top 11    | Top 11    | Top 11    | Top 11    | Top 11    | Top 11    | Top 11    | Top 11    | Top 11    | Top 11    | Top 11    | Top 11    | Top 11    | Top 11    | Top 11    | Top 11    | Top 11    | Top 11    | Top 11    | Top 11    | Top 11    | Top 11    | Top 11    | Top 11    | Top 11    | Top 11    | Top 11    | Top 11    | Top 11    | Top 11    | Top 11    | Top 11    | Top 11    | Top 11    | Top 11    | Top 11    | Top 11    | Top 11    | Top 11    | Top 11    | Top 11    | Top 11    | Top 11    | Top 11    | Top 11    | Top 11    | Top 11    | Top 11    | Top 11    | Top 11    | Top 11    | Top 11    | Top 11    | Top 11    | Top 11    | Top 11    | Top 11    | Top 11    | Top 11    | Top 11    | Top 11    | Top 11    | Top 11    | Top 11    | Top 11    | Top 11    | Top 11    | Top 11    | Top 11    | Top 11    | Top 11    | Top 11    | Top 11    | Top 11    | Top 11    | Top 11    | Top 11    | Top 11    | Grand Ole Opry      | Grand Ole Opry      | Grand Ole Opry      | Grand Ole Opry      | Grand Ole Opry      | Grand Ole Opry      | Grand Ole Opry      | Grand Ole Opry      | Grand Ole Opry      | Grand Ole Opry      | Grand Ole Opry      | Grand Ole Opry      | Grand Ole Opry      | Grand Ole Opry      | Grand Ole Opry      | Grand Ole Opry      | Grand Ole Opry      | Grand Ole Opry      | Grand Ole Opry      | Grand Ole Opry      | Grand Ole Opry      | Grand Ole Opry      | Grand Ole Opry      | Grand Ole Opry      | Grand Ole Opry      | Grand Ole Opry      | Grand Ole Opry      | Grand Ole Opry      | Grand Ole Opry      | Grand Ole Opry      | Grand Ole Opry      | Grand Ole Opry      | Grand Ole Opry      | Grand Ole Opry      | Grand Ole Opry      | Grand Ole Opry      | Grand Ole Opry      | Grand Ole Opry      | Grand Ole Opry      | Grand Ole Opry      | Grand Ole Opry      | Grand Ole Opry      | Grand Ole Opry      | Grand Ole Opry      | Grand Ole Opry      | Grand Ole Opry      | Grand Ole Opry      | Grand Ole Opry      | Grand Ole Opry      | Grand Ole Opry      | Grand Ole Opry      | Grand Ole Opry      | Grand Ole Opry      | Grand Ole Opry      | Grand Ole Opry      | Grand Ole Opry      | Grand Ole Opry      | Grand Ole Opry      | Grand Ole Opry      | Grand Ole Opry      | Grand Ole Opry      | Grand Ole Opry      | Grand Ole Opry      | Grand Ole Opry      | Grand Ole Opry      | Grand Ole Opry      | Grand Ole Opry      | Grand Ole Opry      | Grand Ole Opry      | Grand Ole Opry      | Grand Ole Opry      | Grand Ole Opry      | Grand Ole Opry      | Grand Ole Opry      | Grand Ole Opry      | Grand Ole Opry      | Grand Ole Opry      | Grand Ole Opry      | Grand Ole Opry      | Grand Ole Opry      | Grand Ole Opry      | Grand Ole Opry      | Grand Ole Opry      | Grand Ole Opry      | Grand Ole Opry      | Grand Ole Opry      | Grand Ole Opry      | Grand Ole Opry      | Grand Ole Opry      | Grand Ole Opry      | Grand Ole Opry      | Grand Ole Opry      | Grand Ole Opry      | Grand Ole Opry      | Grand Ole Opry      | Grand Ole Opry      | Grand Ole Opry      | Grand Ole Opry      | Grand Ole Opry      | Grand Ole Opry      | "Blame It on Your Heart"                    | "Blame It on Your Heart"                    | "Blame It on Your Heart"                    | "Blame It on Your Heart"                    | "Blame It on Your Heart"                    | "Blame It on Your Heart"                    | "Blame It on Your Heart"                    | "Blame It on Your Heart"                    | "Blame It on Your Heart"                    | "Blame It on Your Heart"                    | "Blame It on Your Heart"                    | "Blame It on Your Heart"                    | "Blame It on Your Heart"                    | "Blame It on Your Heart"                    | "Blame It on Your Heart"                    | "Blame It on Your Heart"                    | "Blame It on Your Heart"                    | "Blame It on Your Heart"                    | "Blame It on Your Heart"                    | "Blame It on Your Heart"                    | "Blame It on Your Heart"                    | "Blame It on Your Heart"                    | "Blame It on Your Heart"                    | "Blame It on Your Heart"                    | "Blame It on Your Heart"                    | "Blame It on Your Heart"                    | "Blame It on Your Heart"                    | "Blame It on Your Heart"                    | "Blame It on Your Heart"                    | "Blame It on Your Heart"                    | "Blame It on Your Heart"                    | "Blame It on Your Heart"                    | "Blame It on Your Heart"                    | "Blame It on Your Heart"                    | "Blame It on Your Heart"                    | "Blame It on Your Heart"                    | "Blame It on Your Heart"                    | "Blame It on Your Heart"                    | "Blame It on Your Heart"                    | "Blame It on Your Heart"                    | "Blame It on Your Heart"                    | "Blame It on Your Heart"                    | "Blame It on Your Heart"                    | "Blame It on Your Heart"                    | "Blame It on Your Heart"                    | "Blame It on Your Heart"                    | "Blame It on Your Heart"                    | "Blame It on Your Heart"                    | "Blame It on Your Heart"                    | "Blame It on Your Heart"                    | "Blame It on Your Heart"                    | "Blame It on Your Heart"                    | "Blame It on Your Heart"                    | "Blame It on Your Heart"                    | "Blame It on Your Heart"                    | "Blame It on Your Heart"                    | "Blame It on Your Heart"                    | "Blame It on Your Heart"                    | "Blame It on Your Heart"                    | "Blame It on Your Heart"                    | "Blame It on Your Heart"                    | "Blame It on Your Heart"                    | "Blame It on Your Heart"                    | "Blame It on Your Heart"                    | "Blame It on Your Heart"                    | "Blame It on Your Heart"                    | "Blame It on Your Heart"                    | "Blame It on Your Heart"                    | "Blame It on Your Heart"                    | "Blame It on Your Heart"                    | "Blame It on Your Heart"                    | "Blame It on Your Heart"                    | "Blame It on Your Heart"                    | "Blame It on Your Heart"                    | "Blame It on Your Heart"                    | "Blame It on Your Heart"                    | "Blame It on Your Heart"                    | "Blame It on Your Heart"                    | "Blame It on Your Heart"                    | "Blame It on Your Heart"                    | "Blame It on Your Heart"                    | "Blame It on Your Heart"                    | "Blame It on Your Heart"                    | "Blame It on Your Heart"                    | "Blame It on Your Heart"                    | "Blame It on Your Heart"                    | "Blame It on Your Heart"                    | "Blame It on Your Heart"                    | "Blame It on Your Heart"                    | "Blame It on Your Heart"                    | "Blame It on Your Heart"                    | "Blame It on Your Heart"                    | "Blame It on Your Heart"                    | "Blame It on Your Heart"                    | "Blame It on Your Heart"                    | "Blame It on Your Heart"                    | "Blame It on Your Heart"                    | "Blame It on Your Heart"                    | "Blame It on Your Heart"                    | "Blame It on Your Heart"                    | Patty Loveless      | Patty Loveless      | Patty Loveless      | Patty Loveless      | Patty Loveless      | Patty Loveless      | Patty Loveless      | Patty Loveless      | Patty Loveless      | Patty Loveless      | Patty Loveless      | Patty Loveless      | Patty Loveless      | Patty Loveless      | Patty Loveless      | Patty Loveless      | Patty Loveless      | Patty Loveless      | Patty Loveless      | Patty Loveless      | Patty Loveless      | Patty Loveless      | Patty Loveless      | Patty Loveless      | Patty Loveless      | Patty Loveless      | Patty Loveless      | Patty Loveless      | Patty Loveless      | Patty Loveless      | Patty Loveless      | Patty Loveless      | Patty Loveless      | Patty Loveless      | Patty Loveless      | Patty Loveless      | Patty Loveless      | Patty Loveless      | Patty Loveless      | Patty Loveless      | Patty Loveless      | Patty Loveless      | Patty Loveless      | Patty Loveless      | Patty Loveless      | Patty Loveless      | Patty Loveless      | Patty Loveless      | Patty Loveless      | Patty Loveless      | Patty Loveless      | Patty Loveless      | Patty Loveless      | Patty Loveless      | Patty Loveless      | Patty Loveless      | Patty Loveless      | Patty Loveless      | Patty Loveless      | Patty Loveless      | Patty Loveless      | Patty Loveless      | Patty Loveless      | Patty Loveless      | Patty Loveless      | Patty Loveless      | Patty Loveless      | Patty Loveless      | Patty Loveless      | Patty Loveless      | Patty Loveless      | Patty Loveless      | Patty Loveless      | Patty Loveless      | Patty Loveless      | Patty Loveless      | Patty Loveless      | Patty Loveless      | Patty Loveless      | Patty Loveless      | Patty Loveless      | Patty Loveless      | Patty Loveless      | Patty Loveless      | Patty Loveless      | Patty Loveless      | Patty Loveless      | Patty Loveless      | Patty Loveless      | Patty Loveless      | Patty Loveless      | Patty Loveless      | Patty Loveless      | Patty Loveless      | Patty Loveless      | Patty Loveless      | Patty Loveless      | Patty Loveless      | Patty Loveless      | Patty Loveless      | passe    | passe    | passe    | passe    | passe    | passe    | passe    | passe    | passe    | passe    | passe    | passe    | passe    | passe    | passe    | passe    | passe    | passe    | passe    | passe    | passe    | passe    | passe    | passe    | passe    | passe    | passe    | passe    | passe    | passe    | passe    | passe    | passe    | passe    | passe    | passe    | passe    | passe    | passe    | passe    | passe    | passe    | passe    | passe    | passe    | passe    | passe    | passe    | passe    | passe    | passe    | passe    | passe    | passe    | passe    | passe    | passe    | passe    | passe    | passe    | passe    | passe    | passe    | passe    | passe    | passe    | passe    | passe    | passe    | passe    | passe    | passe    | passe    | passe    | passe    | passe    | passe    | passe    | passe    | passe    | passe    | passe    | passe    | passe    | passe    | passe    | passe    | passe    | passe    | passe    | passe    | passe    | passe    | passe    | passe    | passe    | passe    | passe    | passe    | passe    |
| Top 10    | Top 10    | Top 10    | Top 10    | Top 10    | Top 10    | Top 10    | Top 10    | Top 10    | Top 10    | Top 10    | Top 10    | Top 10    | Top 10    | Top 10    | Top 10    | Top 10    | Top 10    | Top 10    | Top 10    | Top 10    | Top 10    | Top 10    | Top 10    | Top 10    | Top 10    | Top 10    | Top 10    | Top 10    | Top 10    | Top 10    | Top 10    | Top 10    | Top 10    | Top 10    | Top 10    | Top 10    | Top 10    | Top 10    | Top 10    | Top 10    | Top 10    | Top 10    | Top 10    | Top 10    | Top 10    | Top 10    | Top 10    | Top 10    | Top 10    | Top 10    | Top 10    | Top 10    | Top 10    | Top 10    | Top 10    | Top 10    | Top 10    | Top 10    | Top 10    | Top 10    | Top 10    | Top 10    | Top 10    | Top 10    | Top 10    | Top 10    | Top 10    | Top 10    | Top 10    | Top 10    | Top 10    | Top 10    | Top 10    | Top 10    | Top 10    | Top 10    | Top 10    | Top 10    | Top 10    | Top 10    | Top 10    | Top 10    | Top 10    | Top 10    | Top 10    | Top 10    | Top 10    | Top 10    | Top 10    | Top 10    | Top 10    | Top 10    | Top 10    | Top 10    | Top 10    | Top 10    | Top 10    | Top 10    | Top 10    | Motown              | Motown              | Motown              | Motown              | Motown              | Motown              | Motown              | Motown              | Motown              | Motown              | Motown              | Motown              | Motown              | Motown              | Motown              | Motown              | Motown              | Motown              | Motown              | Motown              | Motown              | Motown              | Motown              | Motown              | Motown              | Motown              | Motown              | Motown              | Motown              | Motown              | Motown              | Motown              | Motown              | Motown              | Motown              | Motown              | Motown              | Motown              | Motown              | Motown              | Motown              | Motown              | Motown              | Motown              | Motown              | Motown              | Motown              | Motown              | Motown              | Motown              | Motown              | Motown              | Motown              | Motown              | Motown              | Motown              | Motown              | Motown              | Motown              | Motown              | Motown              | Motown              | Motown              | Motown              | Motown              | Motown              | Motown              | Motown              | Motown              | Motown              | Motown              | Motown              | Motown              | Motown              | Motown              | Motown              | Motown              | Motown              | Motown              | Motown              | Motown              | Motown              | Motown              | Motown              | Motown              | Motown              | Motown              | Motown              | Motown              | Motown              | Motown              | Motown              | Motown              | Motown              | Motown              | Motown              | Motown              | Motown              | Motown              | Motown              | "Papa Was a Rollin' Stone"                  | "Papa Was a Rollin' Stone"                  | "Papa Was a Rollin' Stone"                  | "Papa Was a Rollin' Stone"                  | "Papa Was a Rollin' Stone"                  | "Papa Was a Rollin' Stone"                  | "Papa Was a Rollin' Stone"                  | "Papa Was a Rollin' Stone"                  | "Papa Was a Rollin' Stone"                  | "Papa Was a Rollin' Stone"                  | "Papa Was a Rollin' Stone"                  | "Papa Was a Rollin' Stone"                  | "Papa Was a Rollin' Stone"                  | "Papa Was a Rollin' Stone"                  | "Papa Was a Rollin' Stone"                  | "Papa Was a Rollin' Stone"                  | "Papa Was a Rollin' Stone"                  | "Papa Was a Rollin' Stone"                  | "Papa Was a Rollin' Stone"                  | "Papa Was a Rollin' Stone"                  | "Papa Was a Rollin' Stone"                  | "Papa Was a Rollin' Stone"                  | "Papa Was a Rollin' Stone"                  | "Papa Was a Rollin' Stone"                  | "Papa Was a Rollin' Stone"                  | "Papa Was a Rollin' Stone"                  | "Papa Was a Rollin' Stone"                  | "Papa Was a Rollin' Stone"                  | "Papa Was a Rollin' Stone"                  | "Papa Was a Rollin' Stone"                  | "Papa Was a Rollin' Stone"                  | "Papa Was a Rollin' Stone"                  | "Papa Was a Rollin' Stone"                  | "Papa Was a Rollin' Stone"                  | "Papa Was a Rollin' Stone"                  | "Papa Was a Rollin' Stone"                  | "Papa Was a Rollin' Stone"                  | "Papa Was a Rollin' Stone"                  | "Papa Was a Rollin' Stone"                  | "Papa Was a Rollin' Stone"                  | "Papa Was a Rollin' Stone"                  | "Papa Was a Rollin' Stone"                  | "Papa Was a Rollin' Stone"                  | "Papa Was a Rollin' Stone"                  | "Papa Was a Rollin' Stone"                  | "Papa Was a Rollin' Stone"                  | "Papa Was a Rollin' Stone"                  | "Papa Was a Rollin' Stone"                  | "Papa Was a Rollin' Stone"                  | "Papa Was a Rollin' Stone"                  | "Papa Was a Rollin' Stone"                  | "Papa Was a Rollin' Stone"                  | "Papa Was a Rollin' Stone"                  | "Papa Was a Rollin' Stone"                  | "Papa Was a Rollin' Stone"                  | "Papa Was a Rollin' Stone"                  | "Papa Was a Rollin' Stone"                  | "Papa Was a Rollin' Stone"                  | "Papa Was a Rollin' Stone"                  | "Papa Was a Rollin' Stone"                  | "Papa Was a Rollin' Stone"                  | "Papa Was a Rollin' Stone"                  | "Papa Was a Rollin' Stone"                  | "Papa Was a Rollin' Stone"                  | "Papa Was a Rollin' Stone"                  | "Papa Was a Rollin' Stone"                  | "Papa Was a Rollin' Stone"                  | "Papa Was a Rollin' Stone"                  | "Papa Was a Rollin' Stone"                  | "Papa Was a Rollin' Stone"                  | "Papa Was a Rollin' Stone"                  | "Papa Was a Rollin' Stone"                  | "Papa Was a Rollin' Stone"                  | "Papa Was a Rollin' Stone"                  | "Papa Was a Rollin' Stone"                  | "Papa Was a Rollin' Stone"                  | "Papa Was a Rollin' Stone"                  | "Papa Was a Rollin' Stone"                  | "Papa Was a Rollin' Stone"                  | "Papa Was a Rollin' Stone"                  | "Papa Was a Rollin' Stone"                  | "Papa Was a Rollin' Stone"                  | "Papa Was a Rollin' Stone"                  | "Papa Was a Rollin' Stone"                  | "Papa Was a Rollin' Stone"                  | "Papa Was a Rollin' Stone"                  | "Papa Was a Rollin' Stone"                  | "Papa Was a Rollin' Stone"                  | "Papa Was a Rollin' Stone"                  | "Papa Was a Rollin' Stone"                  | "Papa Was a Rollin' Stone"                  | "Papa Was a Rollin' Stone"                  | "Papa Was a Rollin' Stone"                  | "Papa Was a Rollin' Stone"                  | "Papa Was a Rollin' Stone"                  | "Papa Was a Rollin' Stone"                  | "Papa Was a Rollin' Stone"                  | "Papa Was a Rollin' Stone"                  | "Papa Was a Rollin' Stone"                  | "Papa Was a Rollin' Stone"                  | The Temptations     | The Temptations     | The Temptations     | The Temptations     | The Temptations     | The Temptations     | The Temptations     | The Temptations     | The Temptations     | The Temptations     | The Temptations     | The Temptations     | The Temptations     | The Temptations     | The Temptations     | The Temptations     | The Temptations     | The Temptations     | The Temptations     | The Temptations     | The Temptations     | The Temptations     | The Temptations     | The Temptations     | The Temptations     | The Temptations     | The Temptations     | The Temptations     | The Temptations     | The Temptations     | The Temptations     | The Temptations     | The Temptations     | The Temptations     | The Temptations     | The Temptations     | The Temptations     | The Temptations     | The Temptations     | The Temptations     | The Temptations     | The Temptations     | The Temptations     | The Temptations     | The Temptations     | The Temptations     | The Temptations     | The Temptations     | The Temptations     | The Temptations     | The Temptations     | The Temptations     | The Temptations     | The Temptations     | The Temptations     | The Temptations     | The Temptations     | The Temptations     | The Temptations     | The Temptations     | The Temptations     | The Temptations     | The Temptations     | The Temptations     | The Temptations     | The Temptations     | The Temptations     | The Temptations     | The Temptations     | The Temptations     | The Temptations     | The Temptations     | The Temptations     | The Temptations     | The Temptations     | The Temptations     | The Temptations     | The Temptations     | The Temptations     | The Temptations     | The Temptations     | The Temptations     | The Temptations     | The Temptations     | The Temptations     | The Temptations     | The Temptations     | The Temptations     | The Temptations     | The Temptations     | The Temptations     | The Temptations     | The Temptations     | The Temptations     | The Temptations     | The Temptations     | The Temptations     | The Temptations     | The Temptations     | The Temptations     | passe    | passe    | passe    | passe    | passe    | passe    | passe    | passe    | passe    | passe    | passe    | passe    | passe    | passe    | passe    | passe    | passe    | passe    | passe    | passe    | passe    | passe    | passe    | passe    | passe    | passe    | passe    | passe    | passe    | passe    | passe    | passe    | passe    | passe    | passe    | passe    | passe    | passe    | passe    | passe    | passe    | passe    | passe    | passe    | passe    | passe    | passe    | passe    | passe    | passe    | passe    | passe    | passe    | passe    | passe    | passe    | passe    | passe    | passe    | passe    | passe    | passe    | passe    | passe    | passe    | passe    | passe    | passe    | passe    | passe    | passe    | passe    | passe    | passe    | passe    | passe    | passe    | passe    | passe    | passe    | passe    | passe    | passe    | passe    | passe    | passe    | passe    | passe    | passe    | passe    | passe    | passe    | passe    | passe    | passe    | passe    | passe    | passe    | passe    | passe    |
| Top 9     | Top 9     | Top 9     | Top 9     | Top 9     | Top 9     | Top 9     | Top 9     | Top 9     | Top 9     | Top 9     | Top 9     | Top 9     | Top 9     | Top 9     | Top 9     | Top 9     | Top 9     | Top 9     | Top 9     | Top 9     | Top 9     | Top 9     | Top 9     | Top 9     | Top 9     | Top 9     | Top 9     | Top 9     | Top 9     | Top 9     | Top 9     | Top 9     | Top 9     | Top 9     | Top 9     | Top 9     | Top 9     | Top 9     | Top 9     | Top 9     | Top 9     | Top 9     | Top 9     | Top 9     | Top 9     | Top 9     | Top 9     | Top 9     | Top 9     | Top 9     | Top 9     | Top 9     | Top 9     | Top 9     | Top 9     | Top 9     | Top 9     | Top 9     | Top 9     | Top 9     | Top 9     | Top 9     | Top 9     | Top 9     | Top 9     | Top 9     | Top 9     | Top 9     | Top 9     | Top 9     | Top 9     | Top 9     | Top 9     | Top 9     | Top 9     | Top 9     | Top 9     | Top 9     | Top 9     | Top 9     | Top 9     | Top 9     | Top 9     | Top 9     | Top 9     | Top 9     | Top 9     | Top 9     | Top 9     | Top 9     | Top 9     | Top 9     | Top 9     | Top 9     | Top 9     | Top 9     | Top 9     | Top 9     | Top 9     | Top Downloads       | Top Downloads       | Top Downloads       | Top Downloads       | Top Downloads       | Top Downloads       | Top Downloads       | Top Downloads       | Top Downloads       | Top Downloads       | Top Downloads       | Top Downloads       | Top Downloads       | Top Downloads       | Top Downloads       | Top Downloads       | Top Downloads       | Top Downloads       | Top Downloads       | Top Downloads       | Top Downloads       | Top Downloads       | Top Downloads       | Top Downloads       | Top Downloads       | Top Downloads       | Top Downloads       | Top Downloads       | Top Downloads       | Top Downloads       | Top Downloads       | Top Downloads       | Top Downloads       | Top Downloads       | Top Downloads       | Top Downloads       | Top Downloads       | Top Downloads       | Top Downloads       | Top Downloads       | Top Downloads       | Top Downloads       | Top Downloads       | Top Downloads       | Top Downloads       | Top Downloads       | Top Downloads       | Top Downloads       | Top Downloads       | Top Downloads       | Top Downloads       | Top Downloads       | Top Downloads       | Top Downloads       | Top Downloads       | Top Downloads       | Top Downloads       | Top Downloads       | Top Downloads       | Top Downloads       | Top Downloads       | Top Downloads       | Top Downloads       | Top Downloads       | Top Downloads       | Top Downloads       | Top Downloads       | Top Downloads       | Top Downloads       | Top Downloads       | Top Downloads       | Top Downloads       | Top Downloads       | Top Downloads       | Top Downloads       | Top Downloads       | Top Downloads       | Top Downloads       | Top Downloads       | Top Downloads       | Top Downloads       | Top Downloads       | Top Downloads       | Top Downloads       | Top Downloads       | Top Downloads       | Top Downloads       | Top Downloads       | Top Downloads       | Top Downloads       | Top Downloads       | Top Downloads       | Top Downloads       | Top Downloads       | Top Downloads       | Top Downloads       | Top Downloads       | Top Downloads       | Top Downloads       | Top Downloads       | "Don't Speak"                               | "Don't Speak"                               | "Don't Speak"                               | "Don't Speak"                               | "Don't Speak"                               | "Don't Speak"                               | "Don't Speak"                               | "Don't Speak"                               | "Don't Speak"                               | "Don't Speak"                               | "Don't Speak"                               | "Don't Speak"                               | "Don't Speak"                               | "Don't Speak"                               | "Don't Speak"                               | "Don't Speak"                               | "Don't Speak"                               | "Don't Speak"                               | "Don't Speak"                               | "Don't Speak"                               | "Don't Speak"                               | "Don't Speak"                               | "Don't Speak"                               | "Don't Speak"                               | "Don't Speak"                               | "Don't Speak"                               | "Don't Speak"                               | "Don't Speak"                               | "Don't Speak"                               | "Don't Speak"                               | "Don't Speak"                               | "Don't Speak"                               | "Don't Speak"                               | "Don't Speak"                               | "Don't Speak"                               | "Don't Speak"                               | "Don't Speak"                               | "Don't Speak"                               | "Don't Speak"                               | "Don't Speak"                               | "Don't Speak"                               | "Don't Speak"                               | "Don't Speak"                               | "Don't Speak"                               | "Don't Speak"                               | "Don't Speak"                               | "Don't Speak"                               | "Don't Speak"                               | "Don't Speak"                               | "Don't Speak"                               | "Don't Speak"                               | "Don't Speak"                               | "Don't Speak"                               | "Don't Speak"                               | "Don't Speak"                               | "Don't Speak"                               | "Don't Speak"                               | "Don't Speak"                               | "Don't Speak"                               | "Don't Speak"                               | "Don't Speak"                               | "Don't Speak"                               | "Don't Speak"                               | "Don't Speak"                               | "Don't Speak"                               | "Don't Speak"                               | "Don't Speak"                               | "Don't Speak"                               | "Don't Speak"                               | "Don't Speak"                               | "Don't Speak"                               | "Don't Speak"                               | "Don't Speak"                               | "Don't Speak"                               | "Don't Speak"                               | "Don't Speak"                               | "Don't Speak"                               | "Don't Speak"                               | "Don't Speak"                               | "Don't Speak"                               | "Don't Speak"                               | "Don't Speak"                               | "Don't Speak"                               | "Don't Speak"                               | "Don't Speak"                               | "Don't Speak"                               | "Don't Speak"                               | "Don't Speak"                               | "Don't Speak"                               | "Don't Speak"                               | "Don't Speak"                               | "Don't Speak"                               | "Don't Speak"                               | "Don't Speak"                               | "Don't Speak"                               | "Don't Speak"                               | "Don't Speak"                               | "Don't Speak"                               | "Don't Speak"                               | "Don't Speak"                               | No Doubt            | No Doubt            | No Doubt            | No Doubt            | No Doubt            | No Doubt            | No Doubt            | No Doubt            | No Doubt            | No Doubt            | No Doubt            | No Doubt            | No Doubt            | No Doubt            | No Doubt            | No Doubt            | No Doubt            | No Doubt            | No Doubt            | No Doubt            | No Doubt            | No Doubt            | No Doubt            | No Doubt            | No Doubt            | No Doubt            | No Doubt            | No Doubt            | No Doubt            | No Doubt            | No Doubt            | No Doubt            | No Doubt            | No Doubt            | No Doubt            | No Doubt            | No Doubt            | No Doubt            | No Doubt            | No Doubt            | No Doubt            | No Doubt            | No Doubt            | No Doubt            | No Doubt            | No Doubt            | No Doubt            | No Doubt            | No Doubt            | No Doubt            | No Doubt            | No Doubt            | No Doubt            | No Doubt            | No Doubt            | No Doubt            | No Doubt            | No Doubt            | No Doubt            | No Doubt            | No Doubt            | No Doubt            | No Doubt            | No Doubt            | No Doubt            | No Doubt            | No Doubt            | No Doubt            | No Doubt            | No Doubt            | No Doubt            | No Doubt            | No Doubt            | No Doubt            | No Doubt            | No Doubt            | No Doubt            | No Doubt            | No Doubt            | No Doubt            | No Doubt            | No Doubt            | No Doubt            | No Doubt            | No Doubt            | No Doubt            | No Doubt            | No Doubt            | No Doubt            | No Doubt            | No Doubt            | No Doubt            | No Doubt            | No Doubt            | No Doubt            | No Doubt            | No Doubt            | No Doubt            | No Doubt            | No Doubt            | passe    | passe    | passe    | passe    | passe    | passe    | passe    | passe    | passe    | passe    | passe    | passe    | passe    | passe    | passe    | passe    | passe    | passe    | passe    | passe    | passe    | passe    | passe    | passe    | passe    | passe    | passe    | passe    | passe    | passe    | passe    | passe    | passe    | passe    | passe    | passe    | passe    | passe    | passe    | passe    | passe    | passe    | passe    | passe    | passe    | passe    | passe    | passe    | passe    | passe    | passe    | passe    | passe    | passe    | passe    | passe    | passe    | passe    | passe    | passe    | passe    | passe    | passe    | passe    | passe    | passe    | passe    | passe    | passe    | passe    | passe    | passe    | passe    | passe    | passe    | passe    | passe    | passe    | passe    | passe    | passe    | passe    | passe    | passe    | passe    | passe    | passe    | passe    | passe    | passe    | passe    | passe    | passe    | passe    | passe    | passe    | passe    | passe    | passe    | passe    |
| Top 8     | Top 8     | Top 8     | Top 8     | Top 8     | Top 8     | Top 8     | Top 8     | Top 8     | Top 8     | Top 8     | Top 8     | Top 8     | Top 8     | Top 8     | Top 8     | Top 8     | Top 8     | Top 8     | Top 8     | Top 8     | Top 8     | Top 8     | Top 8     | Top 8     | Top 8     | Top 8     | Top 8     | Top 8     | Top 8     | Top 8     | Top 8     | Top 8     | Top 8     | Top 8     | Top 8     | Top 8     | Top 8     | Top 8     | Top 8     | Top 8     | Top 8     | Top 8     | Top 8     | Top 8     | Top 8     | Top 8     | Top 8     | Top 8     | Top 8     | Top 8     | Top 8     | Top 8     | Top 8     | Top 8     | Top 8     | Top 8     | Top 8     | Top 8     | Top 8     | Top 8     | Top 8     | Top 8     | Top 8     | Top 8     | Top 8     | Top 8     | Top 8     | Top 8     | Top 8     | Top 8     | Top 8     | Top 8     | Top 8     | Top 8     | Top 8     | Top 8     | Top 8     | Top 8     | Top 8     | Top 8     | Top 8     | Top 8     | Top 8     | Top 8     | Top 8     | Top 8     | Top 8     | Top 8     | Top 8     | Top 8     | Top 8     | Top 8     | Top 8     | Top 8     | Top 8     | Top 8     | Top 8     | Top 8     | Top 8     | Year They Were Born | Year They Were Born | Year They Were Born | Year They Were Born | Year They Were Born | Year They Were Born | Year They Were Born | Year They Were Born | Year They Were Born | Year They Were Born | Year They Were Born | Year They Were Born | Year They Were Born | Year They Were Born | Year They Were Born | Year They Were Born | Year They Were Born | Year They Were Born | Year They Were Born | Year They Were Born | Year They Were Born | Year They Were Born | Year They Were Born | Year They Were Born | Year They Were Born | Year They Were Born | Year They Were Born | Year They Were Born | Year They Were Born | Year They Were Born | Year They Were Born | Year They Were Born | Year They Were Born | Year They Were Born | Year They Were Born | Year They Were Born | Year They Were Born | Year They Were Born | Year They Were Born | Year They Were Born | Year They Were Born | Year They Were Born | Year They Were Born | Year They Were Born | Year They Were Born | Year They Were Born | Year They Were Born | Year They Were Born | Year They Were Born | Year They Were Born | Year They Were Born | Year They Were Born | Year They Were Born | Year They Were Born | Year They Were Born | Year They Were Born | Year They Were Born | Year They Were Born | Year They Were Born | Year They Were Born | Year They Were Born | Year They Were Born | Year They Were Born | Year They Were Born | Year They Were Born | Year They Were Born | Year They Were Born | Year They Were Born | Year They Were Born | Year They Were Born | Year They Were Born | Year They Were Born | Year They Were Born | Year They Were Born | Year They Were Born | Year They Were Born | Year They Were Born | Year They Were Born | Year They Were Born | Year They Were Born | Year They Were Born | Year They Were Born | Year They Were Born | Year They Were Born | Year They Were Born | Year They Were Born | Year They Were Born | Year They Were Born | Year They Were Born | Year They Were Born | Year They Were Born | Year They Were Born | Year They Were Born | Year They Were Born | Year They Were Born | Year They Were Born | Year They Were Born | Year They Were Born | Year They Were Born | Year They Were Born | "I Can't Make You Love Me"                  | "I Can't Make You Love Me"                  | "I Can't Make You Love Me"                  | "I Can't Make You Love Me"                  | "I Can't Make You Love Me"                  | "I Can't Make You Love Me"                  | "I Can't Make You Love Me"                  | "I Can't Make You Love Me"                  | "I Can't Make You Love Me"                  | "I Can't Make You Love Me"                  | "I Can't Make You Love Me"                  | "I Can't Make You Love Me"                  | "I Can't Make You Love Me"                  | "I Can't Make You Love Me"                  | "I Can't Make You Love Me"                  | "I Can't Make You Love Me"                  | "I Can't Make You Love Me"                  | "I Can't Make You Love Me"                  | "I Can't Make You Love Me"                  | "I Can't Make You Love Me"                  | "I Can't Make You Love Me"                  | "I Can't Make You Love Me"                  | "I Can't Make You Love Me"                  | "I Can't Make You Love Me"                  | "I Can't Make You Love Me"                  | "I Can't Make You Love Me"                  | "I Can't Make You Love Me"                  | "I Can't Make You Love Me"                  | "I Can't Make You Love Me"                  | "I Can't Make You Love Me"                  | "I Can't Make You Love Me"                  | "I Can't Make You Love Me"                  | "I Can't Make You Love Me"                  | "I Can't Make You Love Me"                  | "I Can't Make You Love Me"                  | "I Can't Make You Love Me"                  | "I Can't Make You Love Me"                  | "I Can't Make You Love Me"                  | "I Can't Make You Love Me"                  | "I Can't Make You Love Me"                  | "I Can't Make You Love Me"                  | "I Can't Make You Love Me"                  | "I Can't Make You Love Me"                  | "I Can't Make You Love Me"                  | "I Can't Make You Love Me"                  | "I Can't Make You Love Me"                  | "I Can't Make You Love Me"                  | "I Can't Make You Love Me"                  | "I Can't Make You Love Me"                  | "I Can't Make You Love Me"                  | "I Can't Make You Love Me"                  | "I Can't Make You Love Me"                  | "I Can't Make You Love Me"                  | "I Can't Make You Love Me"                  | "I Can't Make You Love Me"                  | "I Can't Make You Love Me"                  | "I Can't Make You Love Me"                  | "I Can't Make You Love Me"                  | "I Can't Make You Love Me"                  | "I Can't Make You Love Me"                  | "I Can't Make You Love Me"                  | "I Can't Make You Love Me"                  | "I Can't Make You Love Me"                  | "I Can't Make You Love Me"                  | "I Can't Make You Love Me"                  | "I Can't Make You Love Me"                  | "I Can't Make You Love Me"                  | "I Can't Make You Love Me"                  | "I Can't Make You Love Me"                  | "I Can't Make You Love Me"                  | "I Can't Make You Love Me"                  | "I Can't Make You Love Me"                  | "I Can't Make You Love Me"                  | "I Can't Make You Love Me"                  | "I Can't Make You Love Me"                  | "I Can't Make You Love Me"                  | "I Can't Make You Love Me"                  | "I Can't Make You Love Me"                  | "I Can't Make You Love Me"                  | "I Can't Make You Love Me"                  | "I Can't Make You Love Me"                  | "I Can't Make You Love Me"                  | "I Can't Make You Love Me"                  | "I Can't Make You Love Me"                  | "I Can't Make You Love Me"                  | "I Can't Make You Love Me"                  | "I Can't Make You Love Me"                  | "I Can't Make You Love Me"                  | "I Can't Make You Love Me"                  | "I Can't Make You Love Me"                  | "I Can't Make You Love Me"                  | "I Can't Make You Love Me"                  | "I Can't Make You Love Me"                  | "I Can't Make You Love Me"                  | "I Can't Make You Love Me"                  | "I Can't Make You Love Me"                  | "I Can't Make You Love Me"                  | "I Can't Make You Love Me"                  | "I Can't Make You Love Me"                  | "I Can't Make You Love Me"                  | Bonnie Raitt        | Bonnie Raitt        | Bonnie Raitt        | Bonnie Raitt        | Bonnie Raitt        | Bonnie Raitt        | Bonnie Raitt        | Bonnie Raitt        | Bonnie Raitt        | Bonnie Raitt        | Bonnie Raitt        | Bonnie Raitt        | Bonnie Raitt        | Bonnie Raitt        | Bonnie Raitt        | Bonnie Raitt        | Bonnie Raitt        | Bonnie Raitt        | Bonnie Raitt        | Bonnie Raitt        | Bonnie Raitt        | Bonnie Raitt        | Bonnie Raitt        | Bonnie Raitt        | Bonnie Raitt        | Bonnie Raitt        | Bonnie Raitt        | Bonnie Raitt        | Bonnie Raitt        | Bonnie Raitt        | Bonnie Raitt        | Bonnie Raitt        | Bonnie Raitt        | Bonnie Raitt        | Bonnie Raitt        | Bonnie Raitt        | Bonnie Raitt        | Bonnie Raitt        | Bonnie Raitt        | Bonnie Raitt        | Bonnie Raitt        | Bonnie Raitt        | Bonnie Raitt        | Bonnie Raitt        | Bonnie Raitt        | Bonnie Raitt        | Bonnie Raitt        | Bonnie Raitt        | Bonnie Raitt        | Bonnie Raitt        | Bonnie Raitt        | Bonnie Raitt        | Bonnie Raitt        | Bonnie Raitt        | Bonnie Raitt        | Bonnie Raitt        | Bonnie Raitt        | Bonnie Raitt        | Bonnie Raitt        | Bonnie Raitt        | Bonnie Raitt        | Bonnie Raitt        | Bonnie Raitt        | Bonnie Raitt        | Bonnie Raitt        | Bonnie Raitt        | Bonnie Raitt        | Bonnie Raitt        | Bonnie Raitt        | Bonnie Raitt        | Bonnie Raitt        | Bonnie Raitt        | Bonnie Raitt        | Bonnie Raitt        | Bonnie Raitt        | Bonnie Raitt        | Bonnie Raitt        | Bonnie Raitt        | Bonnie Raitt        | Bonnie Raitt        | Bonnie Raitt        | Bonnie Raitt        | Bonnie Raitt        | Bonnie Raitt        | Bonnie Raitt        | Bonnie Raitt        | Bonnie Raitt        | Bonnie Raitt        | Bonnie Raitt        | Bonnie Raitt        | Bonnie Raitt        | Bonnie Raitt        | Bonnie Raitt        | Bonnie Raitt        | Bonnie Raitt        | Bonnie Raitt        | Bonnie Raitt        | Bonnie Raitt        | Bonnie Raitt        | Bonnie Raitt        | passe    | passe    | passe    | passe    | passe    | passe    | passe    | passe    | passe    | passe    | passe    | passe    | passe    | passe    | passe    | passe    | passe    | passe    | passe    | passe    | passe    | passe    | passe    | passe    | passe    | passe    | passe    | passe    | passe    | passe    | passe    | passe    | passe    | passe    | passe    | passe    | passe    | passe    | passe    | passe    | passe    | passe    | passe    | passe    | passe    | passe    | passe    | passe    | passe    | passe    | passe    | passe    | passe    | passe    | passe    | passe    | passe    | passe    | passe    | passe    | passe    | passe    | passe    | passe    | passe    | passe    | passe    | passe    | passe    | passe    | passe    | passe    | passe    | passe    | passe    | passe    | passe    | passe    | passe    | passe    | passe    | passe    | passe    | passe    | passe    | passe    | passe    | passe    | passe    | passe    | passe    | passe    | passe    | passe    | passe    | passe    | passe    | passe    | passe    | passe    |
| Top 7     | Top 7     | Top 7     | Top 7     | Top 7     | Top 7     | Top 7     | Top 7     | Top 7     | Top 7     | Top 7     | Top 7     | Top 7     | Top 7     | Top 7     | Top 7     | Top 7     | Top 7     | Top 7     | Top 7     | Top 7     | Top 7     | Top 7     | Top 7     | Top 7     | Top 7     | Top 7     | Top 7     | Top 7     | Top 7     | Top 7     | Top 7     | Top 7     | Top 7     | Top 7     | Top 7     | Top 7     | Top 7     | Top 7     | Top 7     | Top 7     | Top 7     | Top 7     | Top 7     | Top 7     | Top 7     | Top 7     | Top 7     | Top 7     | Top 7     | Top 7     | Top 7     | Top 7     | Top 7     | Top 7     | Top 7     | Top 7     | Top 7     | Top 7     | Top 7     | Top 7     | Top 7     | Top 7     | Top 7     | Top 7     | Top 7     | Top 7     | Top 7     | Top 7     | Top 7     | Top 7     | Top 7     | Top 7     | Top 7     | Top 7     | Top 7     | Top 7     | Top 7     | Top 7     | Top 7     | Top 7     | Top 7     | Top 7     | Top 7     | Top 7     | Top 7     | Top 7     | Top 7     | Top 7     | Top 7     | Top 7     | Top 7     | Top 7     | Top 7     | Top 7     | Top 7     | Top 7     | Top 7     | Top 7     | Top 7     | Cinema              | Cinema              | Cinema              | Cinema              | Cinema              | Cinema              | Cinema              | Cinema              | Cinema              | Cinema              | Cinema              | Cinema              | Cinema              | Cinema              | Cinema              | Cinema              | Cinema              | Cinema              | Cinema              | Cinema              | Cinema              | Cinema              | Cinema              | Cinema              | Cinema              | Cinema              | Cinema              | Cinema              | Cinema              | Cinema              | Cinema              | Cinema              | Cinema              | Cinema              | Cinema              | Cinema              | Cinema              | Cinema              | Cinema              | Cinema              | Cinema              | Cinema              | Cinema              | Cinema              | Cinema              | Cinema              | Cinema              | Cinema              | Cinema              | Cinema              | Cinema              | Cinema              | Cinema              | Cinema              | Cinema              | Cinema              | Cinema              | Cinema              | Cinema              | Cinema              | Cinema              | Cinema              | Cinema              | Cinema              | Cinema              | Cinema              | Cinema              | Cinema              | Cinema              | Cinema              | Cinema              | Cinema              | Cinema              | Cinema              | Cinema              | Cinema              | Cinema              | Cinema              | Cinema              | Cinema              | Cinema              | Cinema              | Cinema              | Cinema              | Cinema              | Cinema              | Cinema              | Cinema              | Cinema              | Cinema              | Cinema              | Cinema              | Cinema              | Cinema              | Cinema              | Cinema              | Cinema              | Cinema              | Cinema              | Cinema              | "I Don't Want to Miss a Thing" - Armageddon | "I Don't Want to Miss a Thing" - Armageddon | "I Don't Want to Miss a Thing" - Armageddon | "I Don't Want to Miss a Thing" - Armageddon | "I Don't Want to Miss a Thing" - Armageddon | "I Don't Want to Miss a Thing" - Armageddon | "I Don't Want to Miss a Thing" - Armageddon | "I Don't Want to Miss a Thing" - Armageddon | "I Don't Want to Miss a Thing" - Armageddon | "I Don't Want to Miss a Thing" - Armageddon | "I Don't Want to Miss a Thing" - Armageddon | "I Don't Want to Miss a Thing" - Armageddon | "I Don't Want to Miss a Thing" - Armageddon | "I Don't Want to Miss a Thing" - Armageddon | "I Don't Want to Miss a Thing" - Armageddon | "I Don't Want to Miss a Thing" - Armageddon | "I Don't Want to Miss a Thing" - Armageddon | "I Don't Want to Miss a Thing" - Armageddon | "I Don't Want to Miss a Thing" - Armageddon | "I Don't Want to Miss a Thing" - Armageddon | "I Don't Want to Miss a Thing" - Armageddon | "I Don't Want to Miss a Thing" - Armageddon | "I Don't Want to Miss a Thing" - Armageddon | "I Don't Want to Miss a Thing" - Armageddon | "I Don't Want to Miss a Thing" - Armageddon | "I Don't Want to Miss a Thing" - Armageddon | "I Don't Want to Miss a Thing" - Armageddon | "I Don't Want to Miss a Thing" - Armageddon | "I Don't Want to Miss a Thing" - Armageddon | "I Don't Want to Miss a Thing" - Armageddon | "I Don't Want to Miss a Thing" - Armageddon | "I Don't Want to Miss a Thing" - Armageddon | "I Don't Want to Miss a Thing" - Armageddon | "I Don't Want to Miss a Thing" - Armageddon | "I Don't Want to Miss a Thing" - Armageddon | "I Don't Want to Miss a Thing" - Armageddon | "I Don't Want to Miss a Thing" - Armageddon | "I Don't Want to Miss a Thing" - Armageddon | "I Don't Want to Miss a Thing" - Armageddon | "I Don't Want to Miss a Thing" - Armageddon | "I Don't Want to Miss a Thing" - Armageddon | "I Don't Want to Miss a Thing" - Armageddon | "I Don't Want to Miss a Thing" - Armageddon | "I Don't Want to Miss a Thing" - Armageddon | "I Don't Want to Miss a Thing" - Armageddon | "I Don't Want to Miss a Thing" - Armageddon | "I Don't Want to Miss a Thing" - Armageddon | "I Don't Want to Miss a Thing" - Armageddon | "I Don't Want to Miss a Thing" - Armageddon | "I Don't Want to Miss a Thing" - Armageddon | "I Don't Want to Miss a Thing" - Armageddon | "I Don't Want to Miss a Thing" - Armageddon | "I Don't Want to Miss a Thing" - Armageddon | "I Don't Want to Miss a Thing" - Armageddon | "I Don't Want to Miss a Thing" - Armageddon | "I Don't Want to Miss a Thing" - Armageddon | "I Don't Want to Miss a Thing" - Armageddon | "I Don't Want to Miss a Thing" - Armageddon | "I Don't Want to Miss a Thing" - Armageddon | "I Don't Want to Miss a Thing" - Armageddon | "I Don't Want to Miss a Thing" - Armageddon | "I Don't Want to Miss a Thing" - Armageddon | "I Don't Want to Miss a Thing" - Armageddon | "I Don't Want to Miss a Thing" - Armageddon | "I Don't Want to Miss a Thing" - Armageddon | "I Don't Want to Miss a Thing" - Armageddon | "I Don't Want to Miss a Thing" - Armageddon | "I Don't Want to Miss a Thing" - Armageddon | "I Don't Want to Miss a Thing" - Armageddon | "I Don't Want to Miss a Thing" - Armageddon | "I Don't Want to Miss a Thing" - Armageddon | "I Don't Want to Miss a Thing" - Armageddon | "I Don't Want to Miss a Thing" - Armageddon | "I Don't Want to Miss a Thing" - Armageddon | "I Don't Want to Miss a Thing" - Armageddon | "I Don't Want to Miss a Thing" - Armageddon | "I Don't Want to Miss a Thing" - Armageddon | "I Don't Want to Miss a Thing" - Armageddon | "I Don't Want to Miss a Thing" - Armageddon | "I Don't Want to Miss a Thing" - Armageddon | "I Don't Want to Miss a Thing" - Armageddon | "I Don't Want to Miss a Thing" - Armageddon | "I Don't Want to Miss a Thing" - Armageddon | "I Don't Want to Miss a Thing" - Armageddon | "I Don't Want to Miss a Thing" - Armageddon | "I Don't Want to Miss a Thing" - Armageddon | "I Don't Want to Miss a Thing" - Armageddon | "I Don't Want to Miss a Thing" - Armageddon | "I Don't Want to Miss a Thing" - Armageddon | "I Don't Want to Miss a Thing" - Armageddon | "I Don't Want to Miss a Thing" - Armageddon | "I Don't Want to Miss a Thing" - Armageddon | "I Don't Want to Miss a Thing" - Armageddon | "I Don't Want to Miss a Thing" - Armageddon | "I Don't Want to Miss a Thing" - Armageddon | "I Don't Want to Miss a Thing" - Armageddon | "I Don't Want to Miss a Thing" - Armageddon | "I Don't Want to Miss a Thing" - Armageddon | "I Don't Want to Miss a Thing" - Armageddon | "I Don't Want to Miss a Thing" - Armageddon | Aerosmith           | Aerosmith           | Aerosmith           | Aerosmith           | Aerosmith           | Aerosmith           | Aerosmith           | Aerosmith           | Aerosmith           | Aerosmith           | Aerosmith           | Aerosmith           | Aerosmith           | Aerosmith           | Aerosmith           | Aerosmith           | Aerosmith           | Aerosmith           | Aerosmith           | Aerosmith           | Aerosmith           | Aerosmith           | Aerosmith           | Aerosmith           | Aerosmith           | Aerosmith           | Aerosmith           | Aerosmith           | Aerosmith           | Aerosmith           | Aerosmith           | Aerosmith           | Aerosmith           | Aerosmith           | Aerosmith           | Aerosmith           | Aerosmith           | Aerosmith           | Aerosmith           | Aerosmith           | Aerosmith           | Aerosmith           | Aerosmith           | Aerosmith           | Aerosmith           | Aerosmith           | Aerosmith           | Aerosmith           | Aerosmith           | Aerosmith           | Aerosmith           | Aerosmith           | Aerosmith           | Aerosmith           | Aerosmith           | Aerosmith           | Aerosmith           | Aerosmith           | Aerosmith           | Aerosmith           | Aerosmith           | Aerosmith           | Aerosmith           | Aerosmith           | Aerosmith           | Aerosmith           | Aerosmith           | Aerosmith           | Aerosmith           | Aerosmith           | Aerosmith           | Aerosmith           | Aerosmith           | Aerosmith           | Aerosmith           | Aerosmith           | Aerosmith           | Aerosmith           | Aerosmith           | Aerosmith           | Aerosmith           | Aerosmith           | Aerosmith           | Aerosmith           | Aerosmith           | Aerosmith           | Aerosmith           | Aerosmith           | Aerosmith           | Aerosmith           | Aerosmith           | Aerosmith           | Aerosmith           | Aerosmith           | Aerosmith           | Aerosmith           | Aerosmith           | Aerosmith           | Aerosmith           | Aerosmith           | passe    | passe    | passe    | passe    | passe    | passe    | passe    | passe    | passe    | passe    | passe    | passe    | passe    | passe    | passe    | passe    | passe    | passe    | passe    | passe    | passe    | passe    | passe    | passe    | passe    | passe    | passe    | passe    | passe    | passe    | passe    | passe    | passe    | passe    | passe    | passe    | passe    | passe    | passe    | passe    | passe    | passe    | passe    | passe    | passe    | passe    | passe    | passe    | passe    | passe    | passe    | passe    | passe    | passe    | passe    | passe    | passe    | passe    | passe    | passe    | passe    | passe    | passe    | passe    | passe    | passe    | passe    | passe    | passe    | passe    | passe    | passe    | passe    | passe    | passe    | passe    | passe    | passe    | passe    | passe    | passe    | passe    | passe    | passe    | passe    | passe    | passe    | passe    | passe    | passe    | passe    | passe    | passe    | passe    | passe    | passe    | passe    | passe    | passe    | passe    |
| Top 7     | Top 7     | Top 7     | Top 7     | Top 7     | Top 7     | Top 7     | Top 7     | Top 7     | Top 7     | Top 7     | Top 7     | Top 7     | Top 7     | Top 7     | Top 7     | Top 7     | Top 7     | Top 7     | Top 7     | Top 7     | Top 7     | Top 7     | Top 7     | Top 7     | Top 7     | Top 7     | Top 7     | Top 7     | Top 7     | Top 7     | Top 7     | Top 7     | Top 7     | Top 7     | Top 7     | Top 7     | Top 7     | Top 7     | Top 7     | Top 7     | Top 7     | Top 7     | Top 7     | Top 7     | Top 7     | Top 7     | Top 7     | Top 7     | Top 7     | Top 7     | Top 7     | Top 7     | Top 7     | Top 7     | Top 7     | Top 7     | Top 7     | Top 7     | Top 7     | Top 7     | Top 7     | Top 7     | Top 7     | Top 7     | Top 7     | Top 7     | Top 7     | Top 7     | Top 7     | Top 7     | Top 7     | Top 7     | Top 7     | Top 7     | Top 7     | Top 7     | Top 7     | Top 7     | Top 7     | Top 7     | Top 7     | Top 7     | Top 7     | Top 7     | Top 7     | Top 7     | Top 7     | Top 7     | Top 7     | Top 7     | Top 7     | Top 7     | Top 7     | Top 7     | Top 7     | Top 7     | Top 7     | Top 7     | Top 7     | Disco               | Disco               | Disco               | Disco               | Disco               | Disco               | Disco               | Disco               | Disco               | Disco               | Disco               | Disco               | Disco               | Disco               | Disco               | Disco               | Disco               | Disco               | Disco               | Disco               | Disco               | Disco               | Disco               | Disco               | Disco               | Disco               | Disco               | Disco               | Disco               | Disco               | Disco               | Disco               | Disco               | Disco               | Disco               | Disco               | Disco               | Disco               | Disco               | Disco               | Disco               | Disco               | Disco               | Disco               | Disco               | Disco               | Disco               | Disco               | Disco               | Disco               | Disco               | Disco               | Disco               | Disco               | Disco               | Disco               | Disco               | Disco               | Disco               | Disco               | Disco               | Disco               | Disco               | Disco               | Disco               | Disco               | Disco               | Disco               | Disco               | Disco               | Disco               | Disco               | Disco               | Disco               | Disco               | Disco               | Disco               | Disco               | Disco               | Disco               | Disco               | Disco               | Disco               | Disco               | Disco               | Disco               | Disco               | Disco               | Disco               | Disco               | Disco               | Disco               | Disco               | Disco               | Disco               | Disco               | Disco               | Disco               | Disco               | Disco               | "Hot Stuff"                                 | "Hot Stuff"                                 | "Hot Stuff"                                 | "Hot Stuff"                                 | "Hot Stuff"                                 | "Hot Stuff"                                 | "Hot Stuff"                                 | "Hot Stuff"                                 | "Hot Stuff"                                 | "Hot Stuff"                                 | "Hot Stuff"                                 | "Hot Stuff"                                 | "Hot Stuff"                                 | "Hot Stuff"                                 | "Hot Stuff"                                 | "Hot Stuff"                                 | "Hot Stuff"                                 | "Hot Stuff"                                 | "Hot Stuff"                                 | "Hot Stuff"                                 | "Hot Stuff"                                 | "Hot Stuff"                                 | "Hot Stuff"                                 | "Hot Stuff"                                 | "Hot Stuff"                                 | "Hot Stuff"                                 | "Hot Stuff"                                 | "Hot Stuff"                                 | "Hot Stuff"                                 | "Hot Stuff"                                 | "Hot Stuff"                                 | "Hot Stuff"                                 | "Hot Stuff"                                 | "Hot Stuff"                                 | "Hot Stuff"                                 | "Hot Stuff"                                 | "Hot Stuff"                                 | "Hot Stuff"                                 | "Hot Stuff"                                 | "Hot Stuff"                                 | "Hot Stuff"                                 | "Hot Stuff"                                 | "Hot Stuff"                                 | "Hot Stuff"                                 | "Hot Stuff"                                 | "Hot Stuff"                                 | "Hot Stuff"                                 | "Hot Stuff"                                 | "Hot Stuff"                                 | "Hot Stuff"                                 | "Hot Stuff"                                 | "Hot Stuff"                                 | "Hot Stuff"                                 | "Hot Stuff"                                 | "Hot Stuff"                                 | "Hot Stuff"                                 | "Hot Stuff"                                 | "Hot Stuff"                                 | "Hot Stuff"                                 | "Hot Stuff"                                 | "Hot Stuff"                                 | "Hot Stuff"                                 | "Hot Stuff"                                 | "Hot Stuff"                                 | "Hot Stuff"                                 | "Hot Stuff"                                 | "Hot Stuff"                                 | "Hot Stuff"                                 | "Hot Stuff"                                 | "Hot Stuff"                                 | "Hot Stuff"                                 | "Hot Stuff"                                 | "Hot Stuff"                                 | "Hot Stuff"                                 | "Hot Stuff"                                 | "Hot Stuff"                                 | "Hot Stuff"                                 | "Hot Stuff"                                 | "Hot Stuff"                                 | "Hot Stuff"                                 | "Hot Stuff"                                 | "Hot Stuff"                                 | "Hot Stuff"                                 | "Hot Stuff"                                 | "Hot Stuff"                                 | "Hot Stuff"                                 | "Hot Stuff"                                 | "Hot Stuff"                                 | "Hot Stuff"                                 | "Hot Stuff"                                 | "Hot Stuff"                                 | "Hot Stuff"                                 | "Hot Stuff"                                 | "Hot Stuff"                                 | "Hot Stuff"                                 | "Hot Stuff"                                 | "Hot Stuff"                                 | "Hot Stuff"                                 | "Hot Stuff"                                 | "Hot Stuff"                                 | Donna Summer        | Donna Summer        | Donna Summer        | Donna Summer        | Donna Summer        | Donna Summer        | Donna Summer        | Donna Summer        | Donna Summer        | Donna Summer        | Donna Summer        | Donna Summer        | Donna Summer        | Donna Summer        | Donna Summer        | Donna Summer        | Donna Summer        | Donna Summer        | Donna Summer        | Donna Summer        | Donna Summer        | Donna Summer        | Donna Summer        | Donna Summer        | Donna Summer        | Donna Summer        | Donna Summer        | Donna Summer        | Donna Summer        | Donna Summer        | Donna Summer        | Donna Summer        | Donna Summer        | Donna Summer        | Donna Summer        | Donna Summer        | Donna Summer        | Donna Summer        | Donna Summer        | Donna Summer        | Donna Summer        | Donna Summer        | Donna Summer        | Donna Summer        | Donna Summer        | Donna Summer        | Donna Summer        | Donna Summer        | Donna Summer        | Donna Summer        | Donna Summer        | Donna Summer        | Donna Summer        | Donna Summer        | Donna Summer        | Donna Summer        | Donna Summer        | Donna Summer        | Donna Summer        | Donna Summer        | Donna Summer        | Donna Summer        | Donna Summer        | Donna Summer        | Donna Summer        | Donna Summer        | Donna Summer        | Donna Summer        | Donna Summer        | Donna Summer        | Donna Summer        | Donna Summer        | Donna Summer        | Donna Summer        | Donna Summer        | Donna Summer        | Donna Summer        | Donna Summer        | Donna Summer        | Donna Summer        | Donna Summer        | Donna Summer        | Donna Summer        | Donna Summer        | Donna Summer        | Donna Summer        | Donna Summer        | Donna Summer        | Donna Summer        | Donna Summer        | Donna Summer        | Donna Summer        | Donna Summer        | Donna Summer        | Donna Summer        | Donna Summer        | Donna Summer        | Donna Summer        | Donna Summer        | Donna Summer        | passe    | passe    | passe    | passe    | passe    | passe    | passe    | passe    | passe    | passe    | passe    | passe    | passe    | passe    | passe    | passe    | passe    | passe    | passe    | passe    | passe    | passe    | passe    | passe    | passe    | passe    | passe    | passe    | passe    | passe    | passe    | passe    | passe    | passe    | passe    | passe    | passe    | passe    | passe    | passe    | passe    | passe    | passe    | passe    | passe    | passe    | passe    | passe    | passe    | passe    | passe    | passe    | passe    | passe    | passe    | passe    | passe    | passe    | passe    | passe    | passe    | passe    | passe    | passe    | passe    | passe    | passe    | passe    | passe    | passe    | passe    | passe    | passe    | passe    | passe    | passe    | passe    | passe    | passe    | passe    | passe    | passe    | passe    | passe    | passe    | passe    | passe    | passe    | passe    | passe    | passe    | passe    | passe    | passe    | passe    | passe    | passe    | passe    | passe    | passe    |
| Top 5     | Top 5     | Top 5     | Top 5     | Top 5     | Top 5     | Top 5     | Top 5     | Top 5     | Top 5     | Top 5     | Top 5     | Top 5     | Top 5     | Top 5     | Top 5     | Top 5     | Top 5     | Top 5     | Top 5     | Top 5     | Top 5     | Top 5     | Top 5     | Top 5     | Top 5     | Top 5     | Top 5     | Top 5     | Top 5     | Top 5     | Top 5     | Top 5     | Top 5     | Top 5     | Top 5     | Top 5     | Top 5     | Top 5     | Top 5     | Top 5     | Top 5     | Top 5     | Top 5     | Top 5     | Top 5     | Top 5     | Top 5     | Top 5     | Top 5     | Top 5     | Top 5     | Top 5     | Top 5     | Top 5     | Top 5     | Top 5     | Top 5     | Top 5     | Top 5     | Top 5     | Top 5     | Top 5     | Top 5     | Top 5     | Top 5     | Top 5     | Top 5     | Top 5     | Top 5     | Top 5     | Top 5     | Top 5     | Top 5     | Top 5     | Top 5     | Top 5     | Top 5     | Top 5     | Top 5     | Top 5     | Top 5     | Top 5     | Top 5     | Top 5     | Top 5     | Top 5     | Top 5     | Top 5     | Top 5     | Top 5     | Top 5     | Top 5     | Top 5     | Top 5     | Top 5     | Top 5     | Top 5     | Top 5     | Top 5     | Rat Pack Standards  | Rat Pack Standards  | Rat Pack Standards  | Rat Pack Standards  | Rat Pack Standards  | Rat Pack Standards  | Rat Pack Standards  | Rat Pack Standards  | Rat Pack Standards  | Rat Pack Standards  | Rat Pack Standards  | Rat Pack Standards  | Rat Pack Standards  | Rat Pack Standards  | Rat Pack Standards  | Rat Pack Standards  | Rat Pack Standards  | Rat Pack Standards  | Rat Pack Standards  | Rat Pack Standards  | Rat Pack Standards  | Rat Pack Standards  | Rat Pack Standards  | Rat Pack Standards  | Rat Pack Standards  | Rat Pack Standards  | Rat Pack Standards  | Rat Pack Standards  | Rat Pack Standards  | Rat Pack Standards  | Rat Pack Standards  | Rat Pack Standards  | Rat Pack Standards  | Rat Pack Standards  | Rat Pack Standards  | Rat Pack Standards  | Rat Pack Standards  | Rat Pack Standards  | Rat Pack Standards  | Rat Pack Standards  | Rat Pack Standards  | Rat Pack Standards  | Rat Pack Standards  | Rat Pack Standards  | Rat Pack Standards  | Rat Pack Standards  | Rat Pack Standards  | Rat Pack Standards  | Rat Pack Standards  | Rat Pack Standards  | Rat Pack Standards  | Rat Pack Standards  | Rat Pack Standards  | Rat Pack Standards  | Rat Pack Standards  | Rat Pack Standards  | Rat Pack Standards  | Rat Pack Standards  | Rat Pack Standards  | Rat Pack Standards  | Rat Pack Standards  | Rat Pack Standards  | Rat Pack Standards  | Rat Pack Standards  | Rat Pack Standards  | Rat Pack Standards  | Rat Pack Standards  | Rat Pack Standards  | Rat Pack Standards  | Rat Pack Standards  | Rat Pack Standards  | Rat Pack Standards  | Rat Pack Standards  | Rat Pack Standards  | Rat Pack Standards  | Rat Pack Standards  | Rat Pack Standards  | Rat Pack Standards  | Rat Pack Standards  | Rat Pack Standards  | Rat Pack Standards  | Rat Pack Standards  | Rat Pack Standards  | Rat Pack Standards  | Rat Pack Standards  | Rat Pack Standards  | Rat Pack Standards  | Rat Pack Standards  | Rat Pack Standards  | Rat Pack Standards  | Rat Pack Standards  | Rat Pack Standards  | Rat Pack Standards  | Rat Pack Standards  | Rat Pack Standards  | Rat Pack Standards  | Rat Pack Standards  | Rat Pack Standards  | Rat Pack Standards  | Rat Pack Standards  | "Someone to Watch Over Me"                  | "Someone to Watch Over Me"                  | "Someone to Watch Over Me"                  | "Someone to Watch Over Me"                  | "Someone to Watch Over Me"                  | "Someone to Watch Over Me"                  | "Someone to Watch Over Me"                  | "Someone to Watch Over Me"                  | "Someone to Watch Over Me"                  | "Someone to Watch Over Me"                  | "Someone to Watch Over Me"                  | "Someone to Watch Over Me"                  | "Someone to Watch Over Me"                  | "Someone to Watch Over Me"                  | "Someone to Watch Over Me"                  | "Someone to Watch Over Me"                  | "Someone to Watch Over Me"                  | "Someone to Watch Over Me"                  | "Someone to Watch Over Me"                  | "Someone to Watch Over Me"                  | "Someone to Watch Over Me"                  | "Someone to Watch Over Me"                  | "Someone to Watch Over Me"                  | "Someone to Watch Over Me"                  | "Someone to Watch Over Me"                  | "Someone to Watch Over Me"                  | "Someone to Watch Over Me"                  | "Someone to Watch Over Me"                  | "Someone to Watch Over Me"                  | "Someone to Watch Over Me"                  | "Someone to Watch Over Me"                  | "Someone to Watch Over Me"                  | "Someone to Watch Over Me"                  | "Someone to Watch Over Me"                  | "Someone to Watch Over Me"                  | "Someone to Watch Over Me"                  | "Someone to Watch Over Me"                  | "Someone to Watch Over Me"                  | "Someone to Watch Over Me"                  | "Someone to Watch Over Me"                  | "Someone to Watch Over Me"                  | "Someone to Watch Over Me"                  | "Someone to Watch Over Me"                  | "Someone to Watch Over Me"                  | "Someone to Watch Over Me"                  | "Someone to Watch Over Me"                  | "Someone to Watch Over Me"                  | "Someone to Watch Over Me"                  | "Someone to Watch Over Me"                  | "Someone to Watch Over Me"                  | "Someone to Watch Over Me"                  | "Someone to Watch Over Me"                  | "Someone to Watch Over Me"                  | "Someone to Watch Over Me"                  | "Someone to Watch Over Me"                  | "Someone to Watch Over Me"                  | "Someone to Watch Over Me"                  | "Someone to Watch Over Me"                  | "Someone to Watch Over Me"                  | "Someone to Watch Over Me"                  | "Someone to Watch Over Me"                  | "Someone to Watch Over Me"                  | "Someone to Watch Over Me"                  | "Someone to Watch Over Me"                  | "Someone to Watch Over Me"                  | "Someone to Watch Over Me"                  | "Someone to Watch Over Me"                  | "Someone to Watch Over Me"                  | "Someone to Watch Over Me"                  | "Someone to Watch Over Me"                  | "Someone to Watch Over Me"                  | "Someone to Watch Over Me"                  | "Someone to Watch Over Me"                  | "Someone to Watch Over Me"                  | "Someone to Watch Over Me"                  | "Someone to Watch Over Me"                  | "Someone to Watch Over Me"                  | "Someone to Watch Over Me"                  | "Someone to Watch Over Me"                  | "Someone to Watch Over Me"                  | "Someone to Watch Over Me"                  | "Someone to Watch Over Me"                  | "Someone to Watch Over Me"                  | "Someone to Watch Over Me"                  | "Someone to Watch Over Me"                  | "Someone to Watch Over Me"                  | "Someone to Watch Over Me"                  | "Someone to Watch Over Me"                  | "Someone to Watch Over Me"                  | "Someone to Watch Over Me"                  | "Someone to Watch Over Me"                  | "Someone to Watch Over Me"                  | "Someone to Watch Over Me"                  | "Someone to Watch Over Me"                  | "Someone to Watch Over Me"                  | "Someone to Watch Over Me"                  | "Someone to Watch Over Me"                  | "Someone to Watch Over Me"                  | "Someone to Watch Over Me"                  | "Someone to Watch Over Me"                  | Gertrude Lawrence   | Gertrude Lawrence   | Gertrude Lawrence   | Gertrude Lawrence   | Gertrude Lawrence   | Gertrude Lawrence   | Gertrude Lawrence   | Gertrude Lawrence   | Gertrude Lawrence   | Gertrude Lawrence   | Gertrude Lawrence   | Gertrude Lawrence   | Gertrude Lawrence   | Gertrude Lawrence   | Gertrude Lawrence   | Gertrude Lawrence   | Gertrude Lawrence   | Gertrude Lawrence   | Gertrude Lawrence   | Gertrude Lawrence   | Gertrude Lawrence   | Gertrude Lawrence   | Gertrude Lawrence   | Gertrude Lawrence   | Gertrude Lawrence   | Gertrude Lawrence   | Gertrude Lawrence   | Gertrude Lawrence   | Gertrude Lawrence   | Gertrude Lawrence   | Gertrude Lawrence   | Gertrude Lawrence   | Gertrude Lawrence   | Gertrude Lawrence   | Gertrude Lawrence   | Gertrude Lawrence   | Gertrude Lawrence   | Gertrude Lawrence   | Gertrude Lawrence   | Gertrude Lawrence   | Gertrude Lawrence   | Gertrude Lawrence   | Gertrude Lawrence   | Gertrude Lawrence   | Gertrude Lawrence   | Gertrude Lawrence   | Gertrude Lawrence   | Gertrude Lawrence   | Gertrude Lawrence   | Gertrude Lawrence   | Gertrude Lawrence   | Gertrude Lawrence   | Gertrude Lawrence   | Gertrude Lawrence   | Gertrude Lawrence   | Gertrude Lawrence   | Gertrude Lawrence   | Gertrude Lawrence   | Gertrude Lawrence   | Gertrude Lawrence   | Gertrude Lawrence   | Gertrude Lawrence   | Gertrude Lawrence   | Gertrude Lawrence   | Gertrude Lawrence   | Gertrude Lawrence   | Gertrude Lawrence   | Gertrude Lawrence   | Gertrude Lawrence   | Gertrude Lawrence   | Gertrude Lawrence   | Gertrude Lawrence   | Gertrude Lawrence   | Gertrude Lawrence   | Gertrude Lawrence   | Gertrude Lawrence   | Gertrude Lawrence   | Gertrude Lawrence   | Gertrude Lawrence   | Gertrude Lawrence   | Gertrude Lawrence   | Gertrude Lawrence   | Gertrude Lawrence   | Gertrude Lawrence   | Gertrude Lawrence   | Gertrude Lawrence   | Gertrude Lawrence   | Gertrude Lawrence   | Gertrude Lawrence   | Gertrude Lawrence   | Gertrude Lawrence   | Gertrude Lawrence   | Gertrude Lawrence   | Gertrude Lawrence   | Gertrude Lawrence   | Gertrude Lawrence   | Gertrude Lawrence   | Gertrude Lawrence   | Gertrude Lawrence   | Gertrude Lawrence   | passe    | passe    | passe    | passe    | passe    | passe    | passe    | passe    | passe    | passe    | passe    | passe    | passe    | passe    | passe    | passe    | passe    | passe    | passe    | passe    | passe    | passe    | passe    | passe    | passe    | passe    | passe    | passe    | passe    | passe    | passe    | passe    | passe    | passe    | passe    | passe    | passe    | passe    | passe    | passe    | passe    | passe    | passe    | passe    | passe    | passe    | passe    | passe    | passe    | passe    | passe    | passe    | passe    | passe    | passe    | passe    | passe    | passe    | passe    | passe    | passe    | passe    | passe    | passe    | passe    | passe    | passe    | passe    | passe    | passe    | passe    | passe    | passe    | passe    | passe    | passe    | passe    | passe    | passe    | passe    | passe    | passe    | passe    | passe    | passe    | passe    | passe    | passe    | passe    | passe    | passe    | passe    | passe    | passe    | passe    | passe    | passe    | passe    | passe    | passe    |
| Top 4     | Top 4     | Top 4     | Top 4     | Top 4     | Top 4     | Top 4     | Top 4     | Top 4     | Top 4     | Top 4     | Top 4     | Top 4     | Top 4     | Top 4     | Top 4     | Top 4     | Top 4     | Top 4     | Top 4     | Top 4     | Top 4     | Top 4     | Top 4     | Top 4     | Top 4     | Top 4     | Top 4     | Top 4     | Top 4     | Top 4     | Top 4     | Top 4     | Top 4     | Top 4     | Top 4     | Top 4     | Top 4     | Top 4     | Top 4     | Top 4     | Top 4     | Top 4     | Top 4     | Top 4     | Top 4     | Top 4     | Top 4     | Top 4     | Top 4     | Top 4     | Top 4     | Top 4     | Top 4     | Top 4     | Top 4     | Top 4     | Top 4     | Top 4     | Top 4     | Top 4     | Top 4     | Top 4     | Top 4     | Top 4     | Top 4     | Top 4     | Top 4     | Top 4     | Top 4     | Top 4     | Top 4     | Top 4     | Top 4     | Top 4     | Top 4     | Top 4     | Top 4     | Top 4     | Top 4     | Top 4     | Top 4     | Top 4     | Top 4     | Top 4     | Top 4     | Top 4     | Top 4     | Top 4     | Top 4     | Top 4     | Top 4     | Top 4     | Top 4     | Top 4     | Top 4     | Top 4     | Top 4     | Top 4     | Top 4     | Rock 'n' roll       | Rock 'n' roll       | Rock 'n' roll       | Rock 'n' roll       | Rock 'n' roll       | Rock 'n' roll       | Rock 'n' roll       | Rock 'n' roll       | Rock 'n' roll       | Rock 'n' roll       | Rock 'n' roll       | Rock 'n' roll       | Rock 'n' roll       | Rock 'n' roll       | Rock 'n' roll       | Rock 'n' roll       | Rock 'n' roll       | Rock 'n' roll       | Rock 'n' roll       | Rock 'n' roll       | Rock 'n' roll       | Rock 'n' roll       | Rock 'n' roll       | Rock 'n' roll       | Rock 'n' roll       | Rock 'n' roll       | Rock 'n' roll       | Rock 'n' roll       | Rock 'n' roll       | Rock 'n' roll       | Rock 'n' roll       | Rock 'n' roll       | Rock 'n' roll       | Rock 'n' roll       | Rock 'n' roll       | Rock 'n' roll       | Rock 'n' roll       | Rock 'n' roll       | Rock 'n' roll       | Rock 'n' roll       | Rock 'n' roll       | Rock 'n' roll       | Rock 'n' roll       | Rock 'n' roll       | Rock 'n' roll       | Rock 'n' roll       | Rock 'n' roll       | Rock 'n' roll       | Rock 'n' roll       | Rock 'n' roll       | Rock 'n' roll       | Rock 'n' roll       | Rock 'n' roll       | Rock 'n' roll       | Rock 'n' roll       | Rock 'n' roll       | Rock 'n' roll       | Rock 'n' roll       | Rock 'n' roll       | Rock 'n' roll       | Rock 'n' roll       | Rock 'n' roll       | Rock 'n' roll       | Rock 'n' roll       | Rock 'n' roll       | Rock 'n' roll       | Rock 'n' roll       | Rock 'n' roll       | Rock 'n' roll       | Rock 'n' roll       | Rock 'n' roll       | Rock 'n' roll       | Rock 'n' roll       | Rock 'n' roll       | Rock 'n' roll       | Rock 'n' roll       | Rock 'n' roll       | Rock 'n' roll       | Rock 'n' roll       | Rock 'n' roll       | Rock 'n' roll       | Rock 'n' roll       | Rock 'n' roll       | Rock 'n' roll       | Rock 'n' roll       | Rock 'n' roll       | Rock 'n' roll       | Rock 'n' roll       | Rock 'n' roll       | Rock 'n' roll       | Rock 'n' roll       | Rock 'n' roll       | Rock 'n' roll       | Rock 'n' roll       | Rock 'n' roll       | Rock 'n' roll       | Rock 'n' roll       | Rock 'n' roll       | Rock 'n' roll       | Rock 'n' roll       | "Cry Baby" Slow Ride" avec Adam Lambert     | "Cry Baby" Slow Ride" avec Adam Lambert     | "Cry Baby" Slow Ride" avec Adam Lambert     | "Cry Baby" Slow Ride" avec Adam Lambert     | "Cry Baby" Slow Ride" avec Adam Lambert     | "Cry Baby" Slow Ride" avec Adam Lambert     | "Cry Baby" Slow Ride" avec Adam Lambert     | "Cry Baby" Slow Ride" avec Adam Lambert     | "Cry Baby" Slow Ride" avec Adam Lambert     | "Cry Baby" Slow Ride" avec Adam Lambert     | "Cry Baby" Slow Ride" avec Adam Lambert     | "Cry Baby" Slow Ride" avec Adam Lambert     | "Cry Baby" Slow Ride" avec Adam Lambert     | "Cry Baby" Slow Ride" avec Adam Lambert     | "Cry Baby" Slow Ride" avec Adam Lambert     | "Cry Baby" Slow Ride" avec Adam Lambert     | "Cry Baby" Slow Ride" avec Adam Lambert     | "Cry Baby" Slow Ride" avec Adam Lambert     | "Cry Baby" Slow Ride" avec Adam Lambert     | "Cry Baby" Slow Ride" avec Adam Lambert     | "Cry Baby" Slow Ride" avec Adam Lambert     | "Cry Baby" Slow Ride" avec Adam Lambert     | "Cry Baby" Slow Ride" avec Adam Lambert     | "Cry Baby" Slow Ride" avec Adam Lambert     | "Cry Baby" Slow Ride" avec Adam Lambert     | "Cry Baby" Slow Ride" avec Adam Lambert     | "Cry Baby" Slow Ride" avec Adam Lambert     | "Cry Baby" Slow Ride" avec Adam Lambert     | "Cry Baby" Slow Ride" avec Adam Lambert     | "Cry Baby" Slow Ride" avec Adam Lambert     | "Cry Baby" Slow Ride" avec Adam Lambert     | "Cry Baby" Slow Ride" avec Adam Lambert     | "Cry Baby" Slow Ride" avec Adam Lambert     | "Cry Baby" Slow Ride" avec Adam Lambert     | "Cry Baby" Slow Ride" avec Adam Lambert     | "Cry Baby" Slow Ride" avec Adam Lambert     | "Cry Baby" Slow Ride" avec Adam Lambert     | "Cry Baby" Slow Ride" avec Adam Lambert     | "Cry Baby" Slow Ride" avec Adam Lambert     | "Cry Baby" Slow Ride" avec Adam Lambert     | "Cry Baby" Slow Ride" avec Adam Lambert     | "Cry Baby" Slow Ride" avec Adam Lambert     | "Cry Baby" Slow Ride" avec Adam Lambert     | "Cry Baby" Slow Ride" avec Adam Lambert     | "Cry Baby" Slow Ride" avec Adam Lambert     | "Cry Baby" Slow Ride" avec Adam Lambert     | "Cry Baby" Slow Ride" avec Adam Lambert     | "Cry Baby" Slow Ride" avec Adam Lambert     | "Cry Baby" Slow Ride" avec Adam Lambert     | "Cry Baby" Slow Ride" avec Adam Lambert     | "Cry Baby" Slow Ride" avec Adam Lambert     | "Cry Baby" Slow Ride" avec Adam Lambert     | "Cry Baby" Slow Ride" avec Adam Lambert     | "Cry Baby" Slow Ride" avec Adam Lambert     | "Cry Baby" Slow Ride" avec Adam Lambert     | "Cry Baby" Slow Ride" avec Adam Lambert     | "Cry Baby" Slow Ride" avec Adam Lambert     | "Cry Baby" Slow Ride" avec Adam Lambert     | "Cry Baby" Slow Ride" avec Adam Lambert     | "Cry Baby" Slow Ride" avec Adam Lambert     | "Cry Baby" Slow Ride" avec Adam Lambert     | "Cry Baby" Slow Ride" avec Adam Lambert     | "Cry Baby" Slow Ride" avec Adam Lambert     | "Cry Baby" Slow Ride" avec Adam Lambert     | "Cry Baby" Slow Ride" avec Adam Lambert     | "Cry Baby" Slow Ride" avec Adam Lambert     | "Cry Baby" Slow Ride" avec Adam Lambert     | "Cry Baby" Slow Ride" avec Adam Lambert     | "Cry Baby" Slow Ride" avec Adam Lambert     | "Cry Baby" Slow Ride" avec Adam Lambert     | "Cry Baby" Slow Ride" avec Adam Lambert     | "Cry Baby" Slow Ride" avec Adam Lambert     | "Cry Baby" Slow Ride" avec Adam Lambert     | "Cry Baby" Slow Ride" avec Adam Lambert     | "Cry Baby" Slow Ride" avec Adam Lambert     | "Cry Baby" Slow Ride" avec Adam Lambert     | "Cry Baby" Slow Ride" avec Adam Lambert     | "Cry Baby" Slow Ride" avec Adam Lambert     | "Cry Baby" Slow Ride" avec Adam Lambert     | "Cry Baby" Slow Ride" avec Adam Lambert     | "Cry Baby" Slow Ride" avec Adam Lambert     | "Cry Baby" Slow Ride" avec Adam Lambert     | "Cry Baby" Slow Ride" avec Adam Lambert     | "Cry Baby" Slow Ride" avec Adam Lambert     | "Cry Baby" Slow Ride" avec Adam Lambert     | "Cry Baby" Slow Ride" avec Adam Lambert     | "Cry Baby" Slow Ride" avec Adam Lambert     | "Cry Baby" Slow Ride" avec Adam Lambert     | "Cry Baby" Slow Ride" avec Adam Lambert     | "Cry Baby" Slow Ride" avec Adam Lambert     | "Cry Baby" Slow Ride" avec Adam Lambert     | "Cry Baby" Slow Ride" avec Adam Lambert     | "Cry Baby" Slow Ride" avec Adam Lambert     | "Cry Baby" Slow Ride" avec Adam Lambert     | "Cry Baby" Slow Ride" avec Adam Lambert     | "Cry Baby" Slow Ride" avec Adam Lambert     | "Cry Baby" Slow Ride" avec Adam Lambert     | "Cry Baby" Slow Ride" avec Adam Lambert     | "Cry Baby" Slow Ride" avec Adam Lambert     | "Cry Baby" Slow Ride" avec Adam Lambert     | Janis Joplin Foghat | Janis Joplin Foghat | Janis Joplin Foghat | Janis Joplin Foghat | Janis Joplin Foghat | Janis Joplin Foghat | Janis Joplin Foghat | Janis Joplin Foghat | Janis Joplin Foghat | Janis Joplin Foghat | Janis Joplin Foghat | Janis Joplin Foghat | Janis Joplin Foghat | Janis Joplin Foghat | Janis Joplin Foghat | Janis Joplin Foghat | Janis Joplin Foghat | Janis Joplin Foghat | Janis Joplin Foghat | Janis Joplin Foghat | Janis Joplin Foghat | Janis Joplin Foghat | Janis Joplin Foghat | Janis Joplin Foghat | Janis Joplin Foghat | Janis Joplin Foghat | Janis Joplin Foghat | Janis Joplin Foghat | Janis Joplin Foghat | Janis Joplin Foghat | Janis Joplin Foghat | Janis Joplin Foghat | Janis Joplin Foghat | Janis Joplin Foghat | Janis Joplin Foghat | Janis Joplin Foghat | Janis Joplin Foghat | Janis Joplin Foghat | Janis Joplin Foghat | Janis Joplin Foghat | Janis Joplin Foghat | Janis Joplin Foghat | Janis Joplin Foghat | Janis Joplin Foghat | Janis Joplin Foghat | Janis Joplin Foghat | Janis Joplin Foghat | Janis Joplin Foghat | Janis Joplin Foghat | Janis Joplin Foghat | Janis Joplin Foghat | Janis Joplin Foghat | Janis Joplin Foghat | Janis Joplin Foghat | Janis Joplin Foghat | Janis Joplin Foghat | Janis Joplin Foghat | Janis Joplin Foghat | Janis Joplin Foghat | Janis Joplin Foghat | Janis Joplin Foghat | Janis Joplin Foghat | Janis Joplin Foghat | Janis Joplin Foghat | Janis Joplin Foghat | Janis Joplin Foghat | Janis Joplin Foghat | Janis Joplin Foghat | Janis Joplin Foghat | Janis Joplin Foghat | Janis Joplin Foghat | Janis Joplin Foghat | Janis Joplin Foghat | Janis Joplin Foghat | Janis Joplin Foghat | Janis Joplin Foghat | Janis Joplin Foghat | Janis Joplin Foghat | Janis Joplin Foghat | Janis Joplin Foghat | Janis Joplin Foghat | Janis Joplin Foghat | Janis Joplin Foghat | Janis Joplin Foghat | Janis Joplin Foghat | Janis Joplin Foghat | Janis Joplin Foghat | Janis Joplin Foghat | Janis Joplin Foghat | Janis Joplin Foghat | Janis Joplin Foghat | Janis Joplin Foghat | Janis Joplin Foghat | Janis Joplin Foghat | Janis Joplin Foghat | Janis Joplin Foghat | Janis Joplin Foghat | Janis Joplin Foghat | Janis Joplin Foghat | Janis Joplin Foghat | éliminée | éliminée | éliminée | éliminée | éliminée | éliminée | éliminée | éliminée | éliminée | éliminée | éliminée | éliminée | éliminée | éliminée | éliminée | éliminée | éliminée | éliminée | éliminée | éliminée | éliminée | éliminée | éliminée | éliminée | éliminée | éliminée | éliminée | éliminée | éliminée | éliminée | éliminée | éliminée | éliminée | éliminée | éliminée | éliminée | éliminée | éliminée | éliminée | éliminée | éliminée | éliminée | éliminée | éliminée | éliminée | éliminée | éliminée | éliminée | éliminée | éliminée | éliminée | éliminée | éliminée | éliminée | éliminée | éliminée | éliminée | éliminée | éliminée | éliminée | éliminée | éliminée | éliminée | éliminée | éliminée | éliminée | éliminée | éliminée | éliminée | éliminée | éliminée | éliminée | éliminée | éliminée | éliminée | éliminée | éliminée | éliminée | éliminée | éliminée | éliminée | éliminée | éliminée | éliminée | éliminée | éliminée | éliminée | éliminée | éliminée | éliminée | éliminée | éliminée | éliminée | éliminée | éliminée | éliminée | éliminée | éliminée | éliminée | éliminée |

### 2009: Album: Just Like You
Titres
1. "Friday I'll Be Over U"
2. "Robot Love"
3. "Just Like You"
4. "Don't Waste The Pretty"
5. Scars
6. "Pieces"
7. "D Is For Dangerous"
8. "Holiday"
9. "Still Breathing"
10. "Trouble Is"
11. "No One Else"
12. "Beat Me Up"
13. "You Don't Know Me"